# ディズニーの短編映画の一覧
ディズニーの短編映画の一覧（ディズニーのたんぺんえいがのいちらん）では、ウォルト・ディズニー・アニメーション・スタジオ（旧：ウォルト・ディズニー・プロダクション）及び前身のラフォグラム・フィルムにより制作されたアニメーション短編映画作品を、公式に分類されたシリーズごとに一覧にして示す。

## ラフォグラム・フィルム時代の短編映画
ウォルト・ディズニーは初のオリジナルアニメ作品として、カンザスシティの映画館チェーン「ニューマン劇場」向けに、『ニューマン劇場のお笑い漫画』を制作。これを出発点として、アニメスタジオのラフォグラム・フィルムを設立。これらの成功により仕事が多く舞い込んでくるも、経営面での混乱により倒産してしまう。この頃の作品では、オリジナルショートアニメ『Lafflets』のほか、童話を原作とした作品も多く制作された。

### 作品リスト
| 番号 | 邦題                               | 原題                                    | 公開日            | 監督                 |
| ---- | ---------------------------------- | --------------------------------------- | ----------------- | -------------------- |
| 1    | ニューマン劇場のお笑い漫画         | Newman Laugh-O-Grams                    | 1921年3月20日     | ウォルト・ディズニー |
| 2    | 赤ずきんちゃん                     | Little Red Riding Hood                  | 1922年7月29日     | ウォルト・ディズニー |
| 3    | ブレーメンの音楽隊                 | The Four Musicians of Bremen            | 1922年8月1日      | ウォルト・ディズニー |
| 4    | ジャックと豆の木                   | Jack and the Beanstalk                  | 1922年9月4日      | ウォルト・ディズニー |
| 5    | ジャック・ザ・ジャイアント・キラー | Jack the Giant Killer                   | 1922年9月12日     | ウォルト・ディズニー |
| 6    | 3びきのくま                        | Goldilocks and the Three Bears          | 1922年10月5日     | ウォルト・ディズニー |
| 7    | 長靴をはいた猫                     | Puss in Boots                           | 1922年11月3日     | ウォルト・ディズニー |
| 8    | シンデレラ                         | Cinderella                              | 1922年12月6日     | ウォルト・ディズニー |
| 9    | ―                                  | Lafflets - Golf in Slow Motion          | 1922年 - 1923年頃 | ウォルト・ディズニー |
| 10   | ―                                  | Lafflets - Descha’s Tryst with the Moon | 1922年 - 1923年頃 | ウォルト・ディズニー |
| 11   | ―                                  | Lafflets - Aesthetic Camping            | 1922年 - 1923年頃 | ウォルト・ディズニー |
| 12   | ―                                  | Lafflets - Reuben’s Big Day             | 1922年 - 1923年頃 | ウォルト・ディズニー |
| 13   | ―                                  | Lafflets - Rescued                      | 1922年 - 1923年頃 | ウォルト・ディズニー |
| 14   | ―                                  | Lafflets - A Star Pitcher               | 1922年 - 1923年頃 | ウォルト・ディズニー |
| 15   | ―                                  | Lafflets - The Woodland Potter          | 1922年 - 1923年頃 | ウォルト・ディズニー |
| 16   | ―                                  | Lafflets - A Pirate for a Day           | 1922年 - 1923年頃 | ウォルト・ディズニー |

## アリス・コメディの短編映画シリーズ
「漫画の国のアリス」の名でも知られる、ディズニーにとって初めてシリーズ化された短編映画。ラフォグラム・フィルム時代に制作した『アリスの不思議の国』（Alice's Wonderland）を、ハリウッドに拠点を移した後にシリーズ化したもの。実写にアニメーションを織り交ぜた内容が人気を博した。「オズワルド」シリーズに取って代わられるまで57本が制作された。

### 作品リスト
| 番号 | 邦題                                        | 原題                       | 公開日         | 監督                 |
| ---- | ------------------------------------------- | -------------------------- | -------------- | -------------------- |
| 1    | アリスの不思議な国                          | Alice's Wonderland         | 1923年10月16日 | ウォルト・ディズニー |
| 2    | アリスズ・デイ・アット・シー                | Alice's Day at Sea         | 1924年3月1日   | ウォルト・ディズニー |
| 3    | アリスの不気味な冒険                        | Alice's Spooky Adventure   | 1924年4月1日   | ウォルト・ディズニー |
| 4    | アリスズ・ワイルド・ウェスト・ショー        | Alice's Wild West Show     | 1924年5月1日   | ウォルト・ディズニー |
| 5    | アリスズ・フィッシィ・ストーリー            | Alice's Fishy Story        | 1924年6月1日   | ウォルト・ディズニー |
| 6    | アリス・アンド・ザ・ドッグ・キャッチャー    | Alice and the Dog Catcher  | 1924年7月1日   | ウォルト・ディズニー |
| 7    | アリスの平和の使者                          | Alice the Peacemaker       | 1924年8月1日   | ウォルト・ディズニー |
| 8    | アリス・ゲッツ・イン・ダッチ                | Alice Gets in Dutch        | 1924年11月1日  | ウォルト・ディズニー |
| 9    | アリス・ハンティング・イン・アフリカ        | Alice Hunting in Africa    | 1924年11月15日 | ウォルト・ディズニー |
| 10   | アリスと三匹のくま                          | Alice and the Three Bears  | 1924年12月1日  | ウォルト・ディズニー |
| 11   | アリス・ザ・パイパー                        | Alice the Piper            | 1924年12月15日 | ウォルト・ディズニー |
| 12   | アリスとカニバルズ                          | Alice Cans the Cannibals   | 1925年1月1日   | ウォルト・ディズニー |
| 13   | アリスと闘牛士                              | Alice the Toreador         | 1925年1月15日  | ウォルト・ディズニー |
| 14   | アリス・ゲッツ・スタング                    | Alice Gets Stung           | 1925年2月1日   | ウォルト・ディズニー |
| 15   | アリスの謎解きパズル                        | Alice Solves the Puzzle    | 1925年3月24日  | ウォルト・ディズニー |
| 16   | アリスズ・エッグ・プラント                  | Alice's Egg Plant          | 1925年5月17日  | ウォルト・ディズニー |
| 17   | アリス・ルーゼス・アウト                    | Alice Loses Out            | 1925年6月15日  | ウォルト・ディズニー |
| 18   | アリス・ゲッツ・ステージ・ストラック        | Alice Gets Stage Struck    | 1925年6月23日  | ウォルト・ディズニー |
| 19   | アリス・ウィンズ・ザ・ダービー              | Alice Wins the Derby       | 1925年7月12日  | ウォルト・ディズニー |
| 20   | アリス・ピックス・ザ・チャンプ              | Alice Picks the Champ      | 1925年7月30日  | ウォルト・ディズニー |
| 21   | アリスと快速列車                            | Alice's Tin Pony           | 1925年8月15日  | ウォルト・ディズニー |
| 22   | アリスの中国は大騒ぎ                        | Alice Chops the Suey       | 1925年8月30日  | ウォルト・ディズニー |
| 23   | アリス・ザ・ジェイル・バード                | Alice the Jail Bird        | 1925年9月15日  | ウォルト・ディズニー |
| 24   | アリス・プレイズ・キューピッド              | Alice Plays Cupid          | 1925年10月15日 | ウォルト・ディズニー |
| 25   | アリスの家を守ろう                          | Alice Rattled by Rats      | 1925年11月15日 | ウォルト・ディズニー |
| 26   | アリスの猛獣国 アリス・イン・ザ・ジャングル | Alice in the Jungle        | 1925年12月15日 | ウォルト・ディズニー |
| 27   | アリスの農場は大騒ぎ                        | Alice on the Farm          | 1926年1月1日   | ウォルト・ディズニー |
| 28   | アリスズ・バルーン・レース                  | Alice's Balloon Race       | 1926年1月15日  | ウォルト・ディズニー |
| 29   | アリスと捨て猫                              | Alice's Orphan             | 1926年1月15日  | ウォルト・ディズニー |
| 30   | アリスズ・リトル・パレード                  | Alice's Little Parade      | 1926年2月1日   | ウォルト・ディズニー |
| 31   | アリスズ・ミステリアス・ミステリー          | Alice's Mysterious Mystery | 1926年2月15日  | ウォルト・ディズニー |
| 32   | アリス・チャームス・ザ・フィッシュ          | Alice Charms the Fish      | 1926年9月6日   | ウォルト・ディズニー |
| 33   | アリスズ・モンキー・ビジネス                | Alice's Monkey Business    | 1926年9月20日  | ウォルト・ディズニー |
| 34   | アリス・イン・ザ・ウーリー・ウエスト        | Alice in the Wooly West    | 1926年10月4日  | ウォルト・ディズニー |
| 35   | アリス・ザ・ファイア・ファイター            | Alice the Fire Fighter     | 1926年10月18日 | ウォルト・ディズニー |
| 36   | アリス・カッツ・ザ・アイス                  | Alice Cuts the Ice         | 1926年11月1日  | ウォルト・ディズニー |
| 37   | アリス・ヘルプズ・ザ・ロマンス              | Alice Helps the Romance    | 1926年11月15日 | ウォルト・ディズニー |
| 38   | アリスズ・スパニッシュ・ギター              | Alice's Spanish Guitar     | 1926年11月29日 | ウォルト・ディズニー |
| 39   | アリスズ・ブラウン・ダービー                | Alice's Brown Derby        | 1926年12月13日 | ウォルト・ディズニー |
| 40   | アリス・ザ・ランバージャック                | Alice the LumberJack       | 1926年12月17日 | ウォルト・ディズニー |
| 41   | アリス・ザ・ゴルフ・バグ                    | Alice the Golf Bug         | 1927年1月10日  | ウォルト・ディズニー |
| 42   | アリス・フォイル・ザ・パイレーツ            | Alice Foils the Pirates    | 1927年1月24日  | ウォルト・ディズニー |
| 43   | アリス・アット・ザ・カーニバル              | Alice at the Carnival      | 1927年2月7日   | ウォルト・ディズニー |
| 44   | アリス・アット・ザ・ロデオ                  | Alice at the Rodeo         | 1927年2月21日  | ウォルト・ディズニー |
| 45   | アリス・ザ・カレッジエイト                  | Alice the Collegiate       | 1927年3月7日   | ウォルト・ディズニー |
| 46   | アリス・イン・ザ・アルプス                  | Alice in the Alps          | 1927年3月21日  | ウォルト・ディズニー |
| 47   | アリスズ・オート・レース                    | Alice's Auto Race          | 1927年4月4日   | ウォルト・ディズニー |
| 48   | アリスズ・サーカス・デイズ                  | Alice's Circus Daze        | 1927年4月18日  | ウォルト・ディズニー |
| 49   | アリスズ・ノウティー・ナイト                | Alice's Knaughty Knight    | 1927年5月2日   | ウォルト・ディズニー |
| 50   | アリスズ・スリー・バッド・エッグス          | Alice's Three Bad Eggs     | 1927年5月16日  | ウォルト・ディズニー |
| 51   | アリスズ・ピクニック                        | Alice's Picnic             | 1927年5月30日  | ウォルト・ディズニー |
| 52   | アリスズ・チャンネル・スイム                | Alice's Channel Swim       | 1927年6月13日  | ウォルト・ディズニー |
| 53   | アリス・イン・ザ・クロンダイク              | Alice in the Klondike      | 1927年6月27日  | ウォルト・ディズニー |
| 54   | アリスの医学ショー                          | Alice's Medicine Show      | 1927年7月11日  | ウォルト・ディズニー |
| 55   | アリスの捕鯨船 アリス・ザ・ホエーラー       | Alice the Whaler           | 1927年7月25日  | ウォルト・ディズニー |
| 56   | アリス・ザ・ビーチ・ナット                  | Alice the Beach Nut        | 1927年8月8日   | ウォルト・ディズニー |
| 57   | アリス・イン・ザ・ビッグ・リーグ            | Alice in the Big League    | 1927年8月22日  | ウォルト・ディズニー |

## オズワルド・ザ・ラッキー・ラビットの短編映画シリーズ
「しあわせウサギのオズワルド」の名でも知られる、オズワルドが主演する短編シリーズ。第2作『トロリー・トラブルズ』（Trolley Troubles）から大ヒットとなり、ディズニーにとっても大きな躍進となった。しかし、1928年頃に配給先であるユニバーサル・ピクチャーズとの所有権問題や従業員引き抜きが起こり、ディズニー側は作品とキャラクターを放棄した（2006年に返還された）。

### 作品リスト
ディズニーが制作したオズワルドの主演短編映画は以下の27本である。この27本並びに所有権返還後の2022年に製作された『Oswald the Lucky Rabbit』以外の作品はユニバーサルとの所有権問題により、ディズニーは制作に関わっていない。
| 番号 | 邦題                                        | 原題                  | 公開日         | 監督                 |
| ---- | ------------------------------------------- | --------------------- | -------------- | -------------------- |
| 1    | トロリー・トラブルズ                        | Trolley Troubles      | 1927年9月5日   | ウォルト・ディズニー |
| 2    | オー、ティーチャー                          | Oh Teacher            | 1927年9月19日  | ウォルト・ディズニー |
| 3    | オズワルドのロボット牛 ザ・メカニカル・カウ | The Mechanical Cow    | 1927年10月3日  | ウォルト・ディズニー |
| 4    | オズワルドの戦争 グレイト・ガンズ           | Great Guns!           | 1927年10月17日 | ウォルト・ディズニー |
| 5    | オール・ウェット                            | All Wet               | 1927年10月31日 | ウォルト・ディズニー |
| 6    | ジ・オーシャン・ホップ                      | The Ocean Hop         | 1927年11月14日 | ウォルト・ディズニー |
| 7    | ジ・バンカーズ・ドーター                    | The Banker's Daughter | 1927年11月28日 | ウォルト・ディズニー |
| 8    | エンプティ・ソック                          | Empty Sock            | 1927年12月11日 | ウォルト・ディズニー |
| 9    | リキティ・ジン                              | Rickety Gin           | 1927年12月26日 | ウォルト・ディズニー |
| 10   | ハーレム・スクリーム                        | Harem Scarem          | 1928年1月9日   | ウォルト・ディズニー |
| 11   | ネックンネック                              | Neck 'n' Neck         | 1928年1月23日  | ウォルト・ディズニー |
| 12   | ジ・オリ・スウィミンホール                  | The Ol' Swimmin' Hole | 1928年2月6日   | ウォルト・ディズニー |
| 13   | アフリカ・ビフォア・ダーク                  | Africa Before Dark    | 1928年2月20日  | ウォルト・ディズニー |
| 14   | ライバル・ロメオズ                          | Rival Romeos          | 1928年3月5日   | ウォルト・ディズニー |
| 15   | ブライト・ライツ                            | Bright Lights         | 1928年3月19日  | ウォルト・ディズニー |
| 16   | セイジブラッシュ・サディ                    | Sagebrush Sadie       | 1928年4月1日   | ウォルト・ディズニー |
| 17   | ライド・イエム・プロウボーイ                | Ride 'Em Plowboy      | 1928年4月15日  | ウォルト・ディズニー |
| 18   | オジー・オブ・ザ・マウンテッド              | Ozzie of the Mounted  | 1928年4月30日  | ウォルト・ディズニー |
| 19   | ハングリー・ホーボーズ                      | Hungry Hoboes         | 1928年5月14日  | ウォルト・ディズニー |
| 20   | オー、ホワット・ア・ナイト                  | Oh, What a Knight     | 1928年5月28日  | ウォルト・ディズニー |
| 21   | かわいそうなパパ                            | Poor Papa             | 1928年6月11日  | ウォルト・ディズニー |
| 22   | ザ・フォックス・チェイス                    | The Fox Chase         | 1928年6月25日  | ウォルト・ディズニー |
| 23   | トール・ティンバー                          | Tall Timber           | 1928年7月9日   | ウォルト・ディズニー |
| 24   | そりの鈴                                    | Sleigh Bells          | 1928年7月23日  | ウォルト・ディズニー |
| 25   | ハイ・アップ                                | High Up               | 1928年8月6日   | ウォルト・ディズニー |
| 26   | ホット・ドッグ                              | Hot Dog               | 1928年8月20日  | ウォルト・ディズニー |
| 27   | スカイ・スクラッパーズ                      | Sky Scrappers         | 1928年9月3日   | ウォルト・ディズニー |

## ミッキーマウスの短編映画シリーズ
現在もディズニーの顔として知られるミッキーマウスが主演する短編シリーズ。1928年の『蒸気船ウィリー』（Steamboat Willie）に始まった本シリーズは主に1930年代においてスクリーンにおけるミッキーマウスの人気を不動のものとし、同時期に展開されたシリー・シンフォニーと共に初期のディズニー短編映画のメインシリーズとなった。その一方で、1930年代後半から1940年代に入るとミッキーマウスの性格付けの変化に伴い映画での人気は徐々にドナルドダックやグーフィーに移り、短編映画の制作もそちらのキャラクターを中心としたものに移行したため本シリーズの制作間隔は疎らとなり、1953年の『ミッキーの魚釣り』（The Simple Things）を以て本シリーズの展開は終了している。

### 作品リスト
ミッキーマウス主演の短編映画は127本存在する。ただし、ミッキーが出演していないがミッキーの短編映画シリーズとして公開された作品が3本存在しており、それらの作品を含めると130本となる。
| 番号 | 邦題                                                | 原題                      | 公開日         | 監督                                                     |
| ---- | --------------------------------------------------- | ------------------------- | -------------- | -------------------------------------------------------- |
| 1    | 飛行機狂 プレーン・クレイジー                       | Plane Crazy               | 1928年5月15日  | ウォルト・ディズニー                                     |
| 2    | ギャロッピン・ガウチョ                              | The Gallopin' Gaucho      | 1928年8月2日   | ウォルト・ディズニー                                     |
| 3    | 蒸気船ウィリー                                      | Steamboat Willie          | 1928年11月18日 | ウォルト・ディズニー                                     |
| 4    | バーン・ダンス                                      | The Barn Dance            | 1929年3月14日  | ウォルト・ディズニー                                     |
| 5    | ミッキーのオペラ見学 ミッキーのオペラ見物           | The Opry House            | 1929年3月28日  | ウォルト・ディズニー                                     |
| 6    | 猫の居ぬ間のタップダンス ネコの居ぬ間のタップダンス | When the Cat's Away       | 1929年4月11日  | ウォルト・ディズニー                                     |
| 7    | 裏庭の戦い 裏庭の闘い                               | The Barnyard Battle       | 1929年4月25日  | ウォルト・ディズニー                                     |
| 8    | ミッキーの畑仕事                                    | The Plowboy               | 1929年6月28日  | ウォルト・ディズニー                                     |
| 9    | カーニバル・キッド                                  | The Karnival Kid          | 1929年7月31日  | ウォルト・ディズニー                                     |
| 10   | ミッキーのフォーリーズ                              | Mickey's Follies          | 1929年8月28日  | ウォルト・ディズニー                                     |
| 11   | ミッキーの汽車旅行                                  | Mickey's Choo-Choo        | 1929年10月1日  | ウォルト・ディズニー                                     |
| 12   | ミッキーの浮かれ音楽団                              | The Jazz Fool             | 1929年10月15日 | ウォルト・ディズニー                                     |
| 13   | ミッキーのジャングル・リズム                        | Jungle Rhythm             | 1929年11月15日 | ウォルト・ディズニー                                     |
| 14   | お化け屋敷                                          | The Haunted House         | 1929年12月2日  | ウォルト・ディズニー                                     |
| 15   | ミッキーの海山越えて                                | Wild Waves                | 1929年12月18日 | ウォルト・ディズニー                                     |
| 16   | ミッキーのバイオリニスト                            | Just Mickey               | 1930年3月6日   | ウォルト・ディズニー                                     |
| 17   | 名指揮者ミッキー                                    | The Barnyard Concert      | 1930年4月5日   | ウォルト・ディズニー                                     |
| 18   | カクタス・キッド                                    | The Cactus Kid            | 1930年5月10日  | ウォルト・ディズニー                                     |
| 19   | ミッキーの消防夫                                    | The Fire Fighters         | 1930年6月20日  | バート・ジレット                                         |
| 20   | ミッキーの舞踏会 ミッキーのダンス・パーティー       | The Shinding              | 1930年7月11日  | バート・ジレット                                         |
| 21   | ミッキーの陽気な囚人                                | The Chain Gang            | 1930年9月5日   | バート・ジレット                                         |
| 22   | ミッキーのゴリラ騒動                                | The Gorilla Mystery       | 1930年9月22日  | バート・ジレット                                         |
| 23   | ミッキーのピクニック                                | The Picnic                | 1930年10月9日  | バート・ジレット                                         |
| 24   | ミッキーの幌馬車時代                                | Pioneer Days              | 1930年11月20日 | バート・ジレット                                         |
| 25   | ミッキーのバースデー・パーティー                    | The Birthday Party        | 1931年1月2日   | バート・ジレット                                         |
| 26   | タクシードライバー                                  | Traffic Troubles          | 1931年3月7日   | バート・ジレット                                         |
| 27   | ミッキーの無人島漂流                                | The Castaway              | 1931年3月27日  | ウィルフレッド・ジャクソン                               |
| 28   | ミッキーの猟銃 ミッキーの大鹿狩り                   | The Moose Hunt            | 1931年4月30日  | バート・ジレット                                         |
| 29   | ミッキーの楽器配達                                  | The Delivery Boy          | 1931年6月6日   | バート・ジレット                                         |
| 30   | ミッキーの恋人訪問                                  | Mickey Steps Out          | 1931年7月7日   | バート・ジレット                                         |
| 31   | ミッキーの動物音楽隊 ミッキーとミニーの音楽隊       | Blue Rhythm               | 1931年8月18日  | バート・ジレット                                         |
| 32   | ミッキーの大公望 ミッキーの釣り名人                 | Fishin' Around            | 1931年9月14日  | バート・ジレット                                         |
| 33   | ミッキーのアナウンサー                              | The Barnyard Broadcast    | 1931年10月19日 | バート・ジレット                                         |
| 34   | ミッキーのビーチパーティー ミッキーの浜辺騒動       | The Beach Party           | 1931年11月5日  | バート・ジレット                                         |
| 35   | ミッキーの植木屋                                    | Mickey Cuts Up            | 1931年12月2日  | バート・ジレット                                         |
| 36   | ミッキーの子沢山                                    | Mickey's Orphans          | 1931年12月14日 | バート・ジレット                                         |
| 37   | ミッキーの鴨猟                                      | The Duck Hunt             | 1932年1月28日  | バート・ジレット                                         |
| 38   | ミッキーの御用聞き                                  | The Grocery Boy           | 1932年2月3日   | ウィルフレッド・ジャクソン                               |
| 39   | ミッキーのシャボン玉騒動                            | The Mad Dog               | 1932年3月5日   | バート・ジレット                                         |
| 40   | ミッキーのオリンピック                              | Barnyard Olympics         | 1932年4月15日  | ウィルフレッド・ジャクソン                               |
| 41   | ミッキー一座                                        | Mickey's Revue            | 1932年5月2日   | ウィルフレッド・ジャクソン                               |
| 42   | ミッキーの陽気な農夫                                | The Musical Farmer        | 1932年7月11日  | ウィルフレッド・ジャクソン                               |
| 43   | ミッキーのアラビア探検                              | Mickey in Arabia          | 1932年7月20日  | ウィルフレッド・ジャクソン                               |
| 44   | ミッキーの子煩悩                                    | Mickey's Nightmare        | 1932年8月13日  | バート・ジレット                                         |
| 45   | ミッキーのトレーダーホーン                          | Trader Mickey             | 1932年8月20日  | デイヴィッド・ハンド                                     |
| 46   | ミッキーのフーピー・パーティー                      | The Whoopee Party         | 1932年9月17日  | ウィルフレッド・ジャクソン                               |
| 47   | ミッキーのタッチダウン                              | Touchdown Mickey          | 1932年10月5日  | ウィルフレッド・ジャクソン                               |
| 48   | ミッキーのカナリア騒動                              | The Wayward Canary        | 1932年11月12日 | バート・ジレット                                         |
| 49   | ミッキーの黄金狂時代 ミッキーの黄金の街は大騒ぎ     | The Klondike Kid          | 1932年11月12日 | ウィルフレッド・ジャクソン                               |
| 50   | ミッキーの街の哀話                                  | Mickey's Good Deed        | 1932年12月17日 | バート・ジレット                                         |
| 51   | ミッキーの摩天楼狂笑曲                              | Building a Building       | 1933年1月7日   | デイヴィッド・ハンド                                     |
| 52   | ミッキーのお化け屋敷                                | The Mad Doctor            | 1933年1月20日  | デイヴィッド・ハンド                                     |
| 53   | ミッキーの愛犬プルート                              | Mickey's Pal Pluto        | 1933年2月18日  | バート・ジレット                                         |
| 54   | ミッキーの脱線芝居                                  | Mickey's Mellerdrammer    | 1933年3月18日  | ウィルフレッド・ジャクソン                               |
| 55   | ミッキーの騎士道                                    | Ye Olden Days             | 1933年4月8日   | バート・ジレット                                         |
| 56   | ミッキーの空の英雄                                  | The Mail Pilot            | 1933年6月13日  | デイヴィッド・ハンド                                     |
| 57   | ミッキーの人造人間                                  | Mickey's Mechanical Man   | 1933年6月17日  | ウィルフレッド・ジャクソン                               |
| 58   | 名優オンパレード ミッキーの名優オンパレード         | Mickey's Gala Premiere    | 1933年7月1日   | バート・ジレット                                         |
| 59   | ミッキーの日曜日                                    | Puppy Love                | 1933年9月2日   | ウィルフレッド・ジャクソン                               |
| 60   | ミッキーの障害物競馬 ミッキーの障害物競争           | The Steeplechase          | 1933年9月30日  | バート・ジレット                                         |
| 61   | ミッキーのキングコング退治                          | The Pet Store             | 1933年10月28日 | ウィルフレッド・ジャクソン                               |
| 62   | ミッキーの巨人征服                                  | Giantland                 | 1933年11月25日 | バート・ジレット                                         |
| 63   | ミッキーの海賊退治                                  | Shanghaied                | 1934年1月13日  | バート・ジレット                                         |
| 64   | ミッキーのキャンプ騒動                              | Camping Out               | 1934年2月17日  | デイヴィッド・ハンド                                     |
| 65   | プルートの大暴れ                                    | Playful Pluto             | 1934年3月3日   | バート・ジレット                                         |
| 66   | ミッキーのガリバー旅行記                            | Gulliver Mickey           | 1934年5月19日  | バート・ジレット                                         |
| 67   | ミッキーの道路工事                                  | Mickey's Steamroller      | 1934年6月16日  | デイヴィッド・ハンド                                     |
| 68   | ミッキーの芝居見物                                  | Orphan's Benefit          | 1934年8月11日  | バート・ジレット                                         |
| 69   | パパになったミッキー                                | Mickey Plays Papa         | 1934年9月29日  | バート・ジレット                                         |
| 70   | ミッキーの犬泥棒                                    | The Dognapper             | 1934年11月17日 | デイヴィッド・ハンド                                     |
| 71   | ミッキーの二挺拳銃                                  | Two Gun Mickey            | 1934年12月15日 | ベン・シャープスティーン                                 |
| 72   | ミッキーの漂流記                                    | Mickey's Man Friday       | 1935年1月19日  | デイヴィッド・ハンド                                     |
| 73   | ミッキーの大演奏会                                  | The Band Concert          | 1935年2月23日  | ウィルフレッド・ジャクソン                               |
| 74   | ミッキーの自動車修理                                | Mickey's Service Station  | 1935年3月16日  | ベン・シャープスティーン                                 |
| 75   | ミッキーとカンガルー                                | Mickey's Kangaroo         | 1935年4月13日  | デイヴィッド・ハンド                                     |
| 76   | ミッキーの害虫退治                                  | Mickey's Garden           | 1935年7月16日  | ウィルフレッド・ジャクソン                               |
| 77   | ミッキーの消防隊                                    | Mickey's Fire Brigade     | 1935年8月3日   | ベン・シャープスティーン                                 |
| 78   | プルートの化け猫裁判                                | Pluto's Judgment Day      | 1935年8月31日  | デイヴィッド・ハンド                                     |
| 79   | ミッキーのアイス・スケート                          | On Ice                    | 1935年9月28日  | ベン・シャープスティーン                                 |
| 80   | ミッキーのポロチーム ミッキーのポロゲーム           | Mickey's Polo Team        | 1936年1月4日   | デイヴィッド・ハンド                                     |
| 81   | ドナルドダックの遠足騒動                            | Orphan's Picnic           | 1936年2月15日  | ベン・シャープスティーン                                 |
| 82   | ミッキーのグランドオペラ                            | Mickey's Grand Opera      | 1936年3月7日   | ウィルフレッド・ジャクソン                               |
| 83   | ミッキーの夢物語                                    | Thru the Mirror           | 1936年5月30日  | デイヴィッド・ハンド                                     |
| 84   | ミッキーのライバル大騒動                            | Mickey's Rival            | 1936年6月20日  | ウィルフレッド・ジャクソン                               |
| 85   | ミッキーの引越し騒動 ミッキーの引越し大騒動         | Moving Day                | 1936年6月20日  | ベン・シャープスティーン                                 |
| 86   | ミッキーの山登り                                    | Alpine Climbers           | 1936年7月25日  | デイヴィッド・ハンド                                     |
| 87   | ミッキーのサーカス ミッキーマウスのがんばれサーカス | Mickey's Circus           | 1936年8月1日   | ベン・シャープスティーン                                 |
| 88   | いたずら子象 ミッキーといたずら子象                 | Mickey's Elephant         | 1936年10月10日 | デイヴィッド・ハンド                                     |
| 89   | ミッキーの不思議な薬                                | The Worm Turns            | 1937年1月2日   | ベン・シャープスティーン                                 |
| 90   | ミッキーの魔術師                                    | Magician Mickey           | 1937年2月6日   | デイヴィッド・ハンド                                     |
| 91   | ミッキーの猛獣狩り                                  | Moose Hunters             | 1937年4月17日  | ベン・シャープスティーン                                 |
| 92   | ミッキーの素人うでくらべ ミッキーのアマチュア合戦   | Mickey's Amateurs         | 1937年4月17日  | ピント・コルヴィグ ウォルト・フェイファー エド・ピーナー |
| 93   | ミッキーのハワイアン・ホリデー ミッキーのハワイ旅行 | Hawaiian Holiday          | 1937年9月24日  | ベン・シャープスティーン                                 |
| 94   | ミッキーの大時計                                    | Clock Cleaners            | 1937年10月5日  | ベン・シャープスティーン                                 |
| 95   | ミッキーのお化け退治                                | Lonesome Ghosts           | 1937年12月24日 | バート・ジレット                                         |
| 96   | ミッキーの船大工 ミッキーの造船技師                 | Boat Builders             | 1938年2月25日  | ベン・シャープスティーン                                 |
| 97   | ミッキーの移動住宅                                  | Mickey's Trailer          | 1938年5月6日   | ベン・シャープスティーン                                 |
| 98   | ミッキーの捕鯨船                                    | The Whalers               | 1938年8月19日  | ディック・ヒューマー                                     |
| 99   | ミッキーといたずらオウム ミッキーとはらぺこオーム   | Mickey's Parrot           | 1938年9月9日   | ビル・ロバーツ                                           |
| 100  | ミッキーの巨人退治                                  | Brave Little Tailor       | 1938年9月23日  | ビル・ロバーツ                                           |
| 101  | ミッキーの愛犬                                      | Society Dog Show          | 1939年2月3日   | ビル・ロバーツ                                           |
| 102  | ミッキーのクッキーパーティー                        | Mickey's Surprise Party   | 1939年2月18日  | ハミルトン・ラスク                                       |
| 103  | ミッキーの猟は楽し                                  | The Pointer               | 1939年7月21日  | クライド・ジェロニミ                                     |
| 104  | ミッキーの船長さん                                  | Tugboat Mickey            | 1940年4月26日  | クライド・ジェロニミ                                     |
| 105  | プルートの魔法のランプ                              | Pluto's Dream house       | 1940年8月30日  | クライド・ジェロニミ                                     |
| 106  | ミッキーの汽車旅行 ミッキーのドキドキ汽車旅行       | Mr. Mouse Takes a Trip    | 1940年10月1日  | クライド・ジェロニミ                                     |
| 107  | ミッキーのつむじ風                                  | The Little Whirlwind      | 1941年2月14日  | ライリー・トムソン                                       |
| 108  | プルートの泣き虫                                    | A Gentleman's Gentlman    | 1941年3月28日  | クライド・ジェロニミ                                     |
| 109  | ミッキーのゴルフ                                    | Canine Caddy              | 1941年5月30日  | クライド・ジェロニミ                                     |
| 110  | ミッキーの青春手帳                                  | The Nifty Nineties        | 1941年6月20日  | ライリー・トムソン                                       |
| 111  | ミッキーの芝居見物（テクニカラーリメイク版）        | Orphan's Benefit          | 1941年8月22日  | バート・ジレット                                         |
| 112  | プルートの悩み                                      | Lend a Paw                | 1941年10月3日  | クライド・ジェロニミ                                     |
| 113  | ミッキーの誕生日                                    | Mickey's Birthday Party   | 1942年2月7日   | ライリー・トムソン                                       |
| 114  | ミッキーのオーケストラ                              | Symphony Hour             | 1942年3月20日  | ライリー・トムソン                                       |
| 115  | プルートの南米旅行                                  | Pluto and the Armadillo   | 1943年2月19日  | クライド・ジェロニミ                                     |
| 116  | リスの山小屋合戦                                    | Squatter's Rights         | 1946年6月7日   | ジャック・ハンナ                                         |
| 117  | ミッキーのわくわくデート ミッキーのダンスパーティ   | Mickey's Delayed Date     | 1947年10月3日  | チャールズ・A・ニコルズ                                  |
| 118  | ミッキーの大冒険 ミッキーの大探検                   | Mickey Down Under         | 1948年3月19日  | チャールズ・A・ニコルズ                                  |
| 119  | ミッキーとあざらし                                  | Mickey and the Seal       | 1948年12月3日  | チャールズ・A・ニコルズ                                  |
| 120  | ミッキーとあらいぐま ミッキーの"あらいぐまを探せ"   | R'coon Dawg               | 1951年8月10日  | チャールズ・A・ニコルズ                                  |
| 121  | プルートの誕生祝い プルートの誕生日                 | Pluto's Party             | 1952年9月19日  | ミルト・シェイファー                                     |
| 122  | プルートのクリスマス・ツリー                        | Pluto's Christmas Tree    | 1952年11月21日 | ジャック・ハンナ                                         |
| 123  | ミッキーの魚釣り                                    | The Simple Things         | 1953年4月18日  | チャールズ・A・ニコルズ                                  |
| 124  | ミッキーのクリスマスキャロル                        | Mickey's Christmas Carol  | 1983年10月20日 | バーニー・マティンソン                                   |
| 125  | ミッキーの王子と少年                                | The Prince and the Pauper | 1990年11月16日 | ジョージ・スクリブナー                                   |
| 126  | ミッキーのアルバイトは危機一髪                      | Runaway Brain             | 1995年4月7日   | クリス・ベイリー                                         |
| 127  | ミッキーのミニー救出大作戦                          | Get A Horse!              | 2013年11月27日 | ローレン・マクマラン                                     |

## シリー・シンフォニー
1929年の『骸骨の踊り』（The Skeleton Dance）から始まった短編シリーズ。ミュージカルの取り込みを基本に、新しい脚本の方向性や製作技術など斬新的な試みが積極的に導入されていた。3色カラーを初めて用いた作品である『花と木』（Flowers and Trees）や、おとぎ話を題材とした『三匹のこぶた』（Three Little Pigs）が有名である。またドナルドダックのデビュー作である『かしこいメンドリ』（The Wise Little Hen）を含んでいる。しかし、1939年の『みにくいあひるの子』（The Ugly Duckling）を以て一足先に本シリーズの展開を終了した。

### 作品リスト
"†"が付いているものはアカデミー短編アニメ賞受賞作品、"*"が付いているものはアカデミー短編アニメ賞候補作品と指す。
| 番号 | 邦題                            | 原題                         | 公開日         | 監督                                            |
| ---- | ------------------------------- | ---------------------------- | -------------- | ----------------------------------------------- |
| 1    | 骸骨の踊り                      | The Skeleton Dance           | 1929年8月22日  | ウォルト・ディズニー                            |
| 2    | おそろしい闘牛士                | El Terrible Toreador         | 1929年9月7日   | ウォルト・ディズニー                            |
| 3    | 春                              | Springtime                   | 1929年10月24日 | ウォルト・ディズニー                            |
| 4    | 地獄の悪魔退治                  | Hell's Bells                 | 1929年10月30日 | アブ・アイワークス                              |
| 5    | 森の小人                        | The Merry Dwarfs             | 1929年12月16日 | ウォルト・ディズニー                            |
| 6    | 夏                              | Summer                       | 1930年1月16日  | アブ・アイワークス                              |
| 7    | 秋                              | Autumn                       | 1930年2月15日  | アブ・アイワークス                              |
| 8    | 人喰い族の踊り                  | Cannibal Capers              | 1930年3月20日  | バート・ジレット                                |
| 9    | 夜                              | Night                        | 1930年4月28日  | ウォルト・ディズニー                            |
| 10   | 海底のファンタジー              | Frolicking Fish              | 1930年6月21日  | バート・ジレット                                |
| 11   | 北極の道化者                    | Arctic Antics                | 1930年6月27日  | アブ・アイワークス                              |
| 12   | 真夜中のおもちゃ屋              | Midnight in a Toy Shop       | 1930年8月16日  | ウィルフレッド・ジャクソン                      |
| 13   | モンキーメロディー              | Monkey Melodies              | 1930年9月26日  | バート・ジレット                                |
| 14   | 冬の夜                          | Winter                       | 1930年10月30日 | バート・ジレット                                |
| 15   | 森の妖精                        | Playful Pan                  | 1930年12月27日 | バート・ジレット                                |
| 16   | 共同作戦異常なし                | Birds of a Feather           | 1931年2月3日   | バート・ジレット                                |
| 17   | 童話行進曲                      | Mother Goose Melodies        | 1931年4月16日  | バート・ジレット                                |
| 18   | 桃源の夢                        | The China Plate              | 1931年5月23日  | ウィルフレッド・ジャクソン                      |
| 19   | カワウソ物語                    | The Busy Beavers             | 1931年6月30日  | バート・ジレット                                |
| 20   | 恐怖の一夜                      | The Cat's Out                | 1931年7月28日  | ウィルフレッド・ジャクソン                      |
| 21   | エジプトの夢                    | Egyptian Melodies            | 1931年8月27日  | ウィルフレッド・ジャクソン                      |
| 22   | 夜の時計店                      | The Clock Store              | 1931年9月28日  | ウィルフレッド・ジャクソン                      |
| 23   | クモとハエ                      | The Spider and the Fly       | 1931年10月17日 | ウィルフレッド・ジャクソン                      |
| 24   | キツネ狩り                      | The Fox Hunt                 | 1931年10月20日 | ウィルフレッド・ジャクソン                      |
| 25   | みにくいあひるの子              | The Ugly Duckling            | 1931年12月17日 | ウィルフレッド・ジャクソン                      |
| 26   | バードショップ狂騒曲            | The Bird Store               | 1932年1月16日  | ウィルフレッド・ジャクソン                      |
| 27   | クマとハチ                      | The Bears and the Bees       | 1932年7月9日   | ウィルフレッド・ジャクソン                      |
| 28   | ワンちゃん放浪記                | Just Dogs                    | 1932年7月30日  | バート・ジレット                                |
| 29   | 森の朝 花と木 †                 | Flowers and Trees            | 1932年7月30日  | バート・ジレット                                |
| 30   | 人魚と海賊 海の王ネプチューン   | King Neptune                 | 1932年9月10日  | バート・ジレット                                |
| 31   | 昆虫救助隊                      | Bugs in Love                 | 1932年10月1日  | バート・ジレット                                |
| 32   | 妖婆の森 魔法使いの森           | Babes in the Woods           | 1932年11月19日 | バート・ジレット                                |
| 33   | サンタのオモチャ工房            | Santa's Workshop             | 1932年12月10日 | ウィルフレッド・ジャクソン                      |
| 34   | 小鳥の冒険                      | Birds in the Spring          | 1933年3月11日  | デイヴィッド・ハンド                            |
| 35   | ノアの箱船                      | Father Noah's Ark            | 1933年4月8日   | ウィルフレッド・ジャクソン                      |
| 36   | 三匹の子ぶた †                  | Three Little Pigs            | 1933年5月27日  | バート・ジレット                                |
| 37   | おとぎ王国                      | Old King Cole                | 1933年7月29日  | デイヴィッド・ハンド                            |
| 38   | 子守歌                          | Lullaby Land                 | 1933年8月19日  | ウィルフレッド・ジャクソン                      |
| 39   | ハーメルンの笛吹き              | The Pied Piper               | 1933年9月16日  | ウィルフレッド・ジャクソン                      |
| 40   | サンタのプレゼント              | The Night Before Christmas   | 1933年12月9日  | ウィルフレッド・ジャクソン                      |
| 41   | 真夜中の舞踏会                  | The China Shop               | 1934年1月13日  | ウィルフレッド・ジャクソン                      |
| 42   | アリとキリギリス                | The Grasshopper and the Ants | 1934年2月10日  | ウィルフレッド・ジャクソン                      |
| 43   | 楽しい復活祭                    | Funny Little Bunnies         | 1934年3月24日  | ウィルフレッド・ジャクソン                      |
| 44   | 赤ずきんちゃん                  | The Big Bad Wolf             | 1934年4月14日  | バート・ジレット                                |
| 45   | かしこいメンドリ                | The Wise Little Hen          | 1934年6月9日   | ウィルフレッド・ジャクソン                      |
| 46   | 空飛ぶネズミ                    | The Flying Mouse             | 1934年7月14日  | デイヴィッド・ハンド                            |
| 47   | フグとペンギン                  | Peculiar Penguins            | 1934年9月1日   | ウィルフレッド・ジャクソン                      |
| 48   | 春の女神                        | The Goddess of Spring        | 1934年11月3日  | ウィルフレッド・ジャクソン                      |
| 49   | うさぎとかめ †                  | The Tortoise and the Hare    | 1935年1月5日   | ウィルフレッド・ジャクソン                      |
| 50   | 黄金の王様                      | The Golden Touch             | 1935年3月22日  | ウォルト・ディズニー                            |
| 51   | 子猫の武勇伝                    | The Robber Kitten            | 1935年4月20日  | デイヴィッド・ハンド                            |
| 52   | 蓮池の赤ん坊たち                | Water Babies                 | 1935年5月11日  | ウィルフレッド・ジャクソン                      |
| 53   | クッキーのカーニバル            | The Cookie Carnival          | 1935年5月25日  | ベン・シャープスティーン                        |
| 54   | 誰がコック・ロビンを殺したの? * | Who Killed Cock Robin?       | 1935年6月29日  | デイヴィッド・ハンド                            |
| 55   | 音楽の国                        | Music Land                   | 1935年10月5日  | ウィルフレッド・ジャクソン                      |
| 56   | 三匹の親なし子ねこ †            | Three Orphan Kittens         | 1935年10月26日 | デイヴィッド・ハンド                            |
| 57   | 踊るニワトリ                    | Cock o' the Walk             | 1935年11月30日 | ベン・シャープスティーン                        |
| 58   | 捨てられた人形                  | Broken Toys                  | 1935年12月14日 | ベン・シャープスティーン                        |
| 59   | 子ぞうのエルマー                | Elmer Elephant               | 1936年3月28日  | ウィルフレッド・ジャクソン                      |
| 60   | オオカミは笑う                  | Three Little Wolves          | 1936年4月18日  | デイヴィッド・ハンド                            |
| 61   | うさぎとかめと花火合戦          | Toby Tortoise Returns        | 1936年8月22日  | ウィルフレッド・ジャクソン                      |
| 62   | ネズミ三銃士                    | Three Blind Mousketeers      | 1936年9月26日  | デイヴィッド・ハンド                            |
| 63   | 田舎のネズミ †                  | The Country Cousin           | 1936年10月31日 | デイヴィッド・ハンド                            |
| 64   | プルートはお母さん              | Mother Pluto                 | 1936年11月14日 | デイヴィッド・ハンド                            |
| 65   | いたずら子猫                    | More Kittens                 | 1936年12月19日 | デイヴィッド・ハンド ウィルフレッド・ジャクソン |
| 66   | 森の音楽会                      | Woodland Café                | 1937年3月13日  | ウィルフレッド・ジャクソン                      |
| 67   | 小さなインディアン ハイアワサ   | Little Hiawatha              | 1937年5月15日  | デイヴィッド・ハンド                            |
| 68   | 風車小屋のシンフォニー †        | The Old Mill                 | 1937年11月5日  | ウィルフレッド・ジャクソン                      |
| 69   | モスの消防隊                    | Moth and the Flame           | 1938年4月1日   | バート・ジレット                                |
| 70   | 子どもの夢                      | Wynken, Blynken, and Nod     | 1938年5月27日  | グラハム・ハイド                                |
| 71   | 田園交響楽                      | Farmyard Symphony            | 1938年10月14日 | ジャック・カッティング                          |
| 72   | 人魚の踊り                      | Merbabies                    | 1938年12月9日  | ルドルフ・アイジング                            |
| 73   | ハリウッドのマザー・グース      | Mother Goose Goes Hollywood  | 1938年12月23日 | ウィルフレッド・ジャクソン                      |
| 74   | 働き子ぶた                      | The Practical Pig            | 1939年2月24日  | ディック・リチャード                            |
| 75   | みにくいあひるの子 †            | The Ugly Duckling            | 1939年4月7日   | ジャック・カッティング                          |

## ドナルドダックの短編映画シリーズ
シリー・シンフォニーの『かしこいメンドリ』（1934）で初登場したドナルドダックが、ミッキーマウスの短編シリーズに数作出演したのちに、ミッキーのシリーズから独立してドナルドダックが主人公のシリーズとして派生したものである。1940年代から1950年代にかけては年1、2作程度の制作となったミッキーマウスの短編シリーズを遥かに凌ぐ年8作ほどのペースで短編作品が制作され、この時期のディズニー短編シリーズの中心となった。
なお、『総統の顔』（1943）を始めとする第二次世界大戦中に製作された短編作品はプロパガンダとしての側面を持つ映画も多く、ドナルドが大日本帝国やナチス・ドイツなどの枢軸国を相手に戦っていることから、日本などの一部の国では2024年時点でも公開されていない映画も少なくない。

### 作品リスト
| 番号 | 邦題                                                             | 原題                        | 公開日         | 監督                       |
| ---- | ---------------------------------------------------------------- | --------------------------- | -------------- | -------------------------- |
| 1    | 家鴨の鉛管屋 ドナルドの磁石騒動                                  | Donald and Pluto            | 1936年9月12日  | ベン・シャープスティーン   |
| 2    | ドン・ドナルド ドナルド西部を行く ドナルドのメキシカン・ドライブ | Don Donald                  | 1937年1月9日   | ベン・シャープスティーン   |
| 3    | 家鴨の電気人形 ドナルドの博物館見学                              | Modern Inventions           | 1937年5月29日  | ジャック・キング           |
| 4    | ドナルドのだちょう ドナルドの駅長さん                            | Donald's Ostrich            | 1937年12月10日 | ジャック・キング           |
| 5    | ドナルドの昼寝騒動 ドナルドの昼寝                                | Self Control                | 1938年2月11日  | ジャック・キング           |
| 6    | ドナルドの道草 ドナルドのわんぱく時代 ドナルドの腕白時代         | Donald's Better Self        | 1938年3月11日  | ジャック・キング           |
| 7    | ドナルドの俄か伯父さん ドナルドのわんぱく教育 ドナルドの腕白教育 | Donald's Nephews            | 1938年4月15日  | ジャック・キング           |
| 8    | ドナルドの少年団長                                               | Good Scouts                 | 1938年7月8日   | ジャック・キング           |
| 9    | ドナルドのゴルフ狂 ドナルドのゴルフデー                          | Donald's Golf Game          | 1938年11月4日  | ジャック・キング           |
| 10   | ドナルドのラッキーな一日                                         | Donald's Lucky Day          | 1939年1月13日  | ジャック・キング           |
| 11   | ドナルドのアイス・ホッケー                                       | The Hockey Champ            | 1939年4月28日  | ジャック・キング           |
| 12   | ドナルドのくいしんぼう 食いしん坊がやってきた                    | Donald's Cousin Gus         | 1939年5月19日  | ジャック・キング           |
| 13   | ドナルドの海水浴                                                 | Beach Picnic                | 1939年6月9日   | クライド・ジェロニミ       |
| 14   | ドナルドの海洋団長 ドナルドの海洋団                              | Sea Scouts                  | 1939年6月30日  | ディック・ランディー       |
| 15   | ドナルドのペンギン                                               | Donald's Penguin            | 1939年8月11日  | ジャック・キング           |
| 16   | ドナルドのサイン狂 ドナルドのサインマニア                        | The Autograph Hound         | 1939年9月1日   | ジャック・キング           |
| 17   | ドナルドのポリスマン                                             | Officer Duck                | 1939年10月10日 | クライド・ジェロニミ       |
| 18   | ドナルドの仕事は楽し                                             | The Riveter                 | 1940年3月15日  | ディック・ランディー       |
| 19   | ドナルドの洗濯機                                                 | Donald's Dog Laundry        | 1940年4月5日   | ジャック・キング           |
| 20   | ドナルドのダンス狂 ドナルドのダンス大好き                        | Mr. Duck Steps Out          | 1940年6月7日   | ジャック・キング           |
| 21   | ドナルドのモーターボート                                         | Put-Put Troubles            | 1940年7月19日  | ライリー・トムソン         |
| 22   | ドナルドの夏休み                                                 | Donald's Vacation           | 1940年8月9日   | ジャック・キング           |
| 23   | ドナルドの摩天楼                                                 | Window Cleaners             | 1940年9月20日  | ジャック・キング           |
| 24   | ドナルドの消防隊長                                               | The Fire Chief              | 1940年12月13日 | ジャック・キング           |
| 25   | ドナルドと山男                                                   | Timber                      | 1941年1月10日  | ジャック・キング           |
| 26   | ドナルドの卵騒動                                                 | The Golden Eggs             | 1941年3月7日   | ウィルフレッド・ジャクソン |
| 27   | ドナルドのゲームは楽し ドナルドのゲーム、ゲーム、ゲーム          | A Good Time for a Dime      | 1941年5月9日   | ディック・ランディー       |
| 28   | ドナルドのめざまし時計                                           | Early to Bed                | 1941年7月11日  | ジャック・キング           |
| 29   | ドナルドとサボ学生 ドナルドのずる休み                            | Truant Officer Donald       | 1941年8月1日   | ジャック・キング           |
| 30   | ドナルドの牧場                                                   | Old MacDonald Duck          | 1941年9月12日  | ジャック・キング           |
| 31   | ドナルドのカメラ狂 ドナルドのカメラ大好き                        | Donald's Camera             | 1941年10月24日 | ディック・ランディー       |
| 32   | ドナルドの料理長 ドナルドのお料理                                | Chef Donald                 | 1941年12月5日  | ジャック・キング           |
| 33   | ドナルドのかじ屋                                                 | The Village Smithy          | 1942年1月16日  | ディック・ランディー       |
| 34   | 新しい精神                                                       | The New Spirit              | 1942年1月23日  | ウィルフレッド・ジャクソン |
| 35   | ドナルドの雪合戦                                                 | Donald's Snow Fight         | 1942年4月10日  | ジャック・キング           |
| 36   | ドナルドの入隊                                                   | Donald Gets Drafted         | 1942年5月1日   | ジャック・キング           |
| 37   | ドナルドの野菜畑                                                 | Donald's Garden             | 1942年6月12日  | ディック・ランディー       |
| 38   | ドナルドの黄金狂 ドナルドのゴールド大好き                        | Donald's Goldmine           | 1942年7月24日  | ディック・ランディー       |
| 39   | ドナルドの透明人間                                               | The Vanishing Private       | 1942年9月25日  | ジャック・キング           |
| 40   | ドナルドの落下傘部隊 ドナルドのパイロット                        | Sky Trooper                 | 1942年11月6日  | ジャック・キング           |
| 41   | ドナルドのベルボーイ                                             | Bellboy Donald              | 1942年12月18日 | ジャック・キング           |
| 42   | 総統の顔                                                         | Der Fuehrer's Face          | 1943年1月1日   | ジャック・キニー           |
| 43   | 43年の精神                                                       | The Spirit of '43           | 1943年1月7日   | ジャック・キング           |
| 44   | ドナルドのオンボロ自動車 ぼろぼろタイヤ                          | Donald's Tire Trouble       | 1943年1月29日  | ディック・ランディー       |
| 45   | ドナルドのボロ飛行機                                             | The Flying Jalopy           | 1943年3月12日  | ディック・ランディー       |
| 46   | ドナルドの軍隊行進                                               | Fall Out Fall In            | 1943年4月23日  | ジャック・キング           |
| 47   | ドナルドの新兵さん                                               | The Old Army Game           | 1943年11月5日  | ジャック・キング           |
| 48   | ドナルドの空の監視員                                             | Home Defense                | 1943年11月26日 | ジャック・キング           |
| 49   | ドナルドのトロンボーン騒動                                       | Trombone Trouble            | 1944年2月18日  | ジャック・キング           |
| 50   | ドナルドとゴリラ                                                 | Donald Duck and the Gorilla | 1944年3月31日  | ジャック・キング           |
| 51   | ドナルドとコンドル親子                                           | Contrary Condor             | 1944年4月21日  | ジャック・キング           |
| 52   | ドナルドのコマンド部隊 ドナルドの襲撃部隊                        | Commando Duck               | 1944年6月2日   | ジャック・キング           |
| 53   | ドナルドのプラスチック時代                                       | The Plastics Inventor       | 1944年9月1日   | ジャック・キング           |
| 54   | ドナルドのゴルフ日記                                             | Donald's Off Day            | 1944年12月8日  | ジャック・ハンナ           |
| 55   | ドナルドのモダンタイムス ドナルドのモダン・タイムズ              | The Clock Watcher           | 1945年1月26日  | ジャック・キング           |
| 56   | ドナルドの催眠術                                                 | The Eyes Have It            | 1945年3月30日  | ジャック・ハンナ           |
| 57   | ドナルドの罪つぐない ドナルドの罪の償い                          | Donald's Crime              | 1945年6月29日  | ジャック・キング           |
| 58   | ドナルドの恐怖の一夜                                             | Duck Pimples                | 1945年8月10日  | ジャック・キニー           |
| 59   | 気みじかドナルド                                                 | Cured Duck                  | 1945年10月26日 | ジャック・キング           |
| 60   | ドナルドの森林警備隊                                             | Old Sequoia                 | 1945年12月21日 | ジャック・キング           |
| 61   | ドナルドのそっくりさん                                           | Donald's Double Trouble     | 1946年7月28日  | ジャック・キング           |
| 62   | ドナルドのペンキ屋 ドナルドのペンキ塗り                          | Wet Paint                   | 1946年8月9日   | ジャック・キング           |
| 63   | ドナルドの命びろい                                               | Dumb Bell of the Yukon      | 1946年8月30日  | ジャック・キング           |
| 64   | ドナルドの灯台守                                                 | Lighthouse Keeping          | 1946年9月20日  | ジャック・ハンナ           |
| 65   | ドナルドの射的屋                                                 | Straight Shooters           | 1947年4月18日  | ジャック・ハンナ           |
| 66   | ドナルドの夢遊病                                                 | Sleepy Time Donald          | 1947年5月9日   | ジャック・キング           |
| 67   | ジャングルのおどけ者                                             | Clown of the Jungle         | 1947年6月20日  | ジャック・ハンナ           |
| 68   | ドナルドのジレンマ                                               | Donald's Dilemma            | 1947年7月11日  | ジャック・キング           |
| 69   | ドナルドの昆虫採集                                               | Bootle Beetle               | 1947年8月22日  | ジャック・ハンナ           |
| 70   | ドナルドの野宿はつらいよ ドナルドの自動車旅行                    | Wide Open Spaces            | 1947年9月12日  | ジャック・キング           |
| 71   | リスの住宅難                                                     | Chip an' Dale               | 1947年11月28日 | ジャック・ハンナ           |
| 72   | ドナルドの神経衰弱 ドナルドの"もう、眠らせて"                    | Drip Dippy Donald           | 1948年3月5日   | ジャック・キング           |
| 73   | ドナルドの赤ちゃん教育 ドナルドダックの育児日記                  | Daddy Duck                  | 1948年4月16日  | ジャック・ハンナ           |
| 74   | ドナルドの夢の声                                                 | Donald's Dream Voice        | 1948年5月21日  | ジャック・キング           |
| 75   | ドナルドの裁判ざた                                               | The Trial of Donald Duck    | 1948年7月30日  | ジャック・キング           |
| 76   | ドナルドの総攻撃 みつばちの総攻撃                                | Inferior Decorator          | 1948年8月27日  | ジャック・ハンナ           |
| 77   | ドナルドのスープ騒動                                             | Soup's On                   | 1948年10月15日 | ジャック・ハンナ           |
| 78   | リスの朝ごはん                                                   | Three for Breakfast         | 1948年11月5日  | ジャック・ハンナ           |
| 79   | ドナルドのアリの王国 ドナルドとアリの王国                        | Tea for Two Hundred         | 1948年12月24日 | ジャック・ハンナ           |
| 80   | ドナルドの誕生日                                                 | Donald's Happy Birthday     | 1949年2月11日  | ジャック・ハンナ           |
| 81   | ドナルドの難破船                                                 | Sea Salts                   | 1949年4月8日   | ジャック・ハンナ           |
| 82   | リスの冬支度                                                     | Winter Storage              | 1949年6月3日   | ジャック・ハンナ           |
| 83   | ドナルドのみつばち がんばれ!みつばち                             | Honey Harvester             | 1949年8月5日   | ジャック・ハンナ           |
| 84   | リスの食糧難                                                     | All in a Nutshell           | 1949年9月2日   | ジャック・ハンナ           |
| 85   | かぶと虫のわが家は楽し あこがれのお隣                            | The Greener Yard            | 1949年10月14日 | ジャック・ハンナ           |
| 86   | ドナルドのワールドシリーズ                                       | Slide, Donald, Slide        | 1949年11月25日 | ジャック・ハンナ           |
| 87   | リスのおもちゃ合戦                                               | Toy Tinkers                 | 1949年12月16日 | ジャック・ハンナ           |
| 88   | ドナルドのライオン騒動                                           | Lion Around                 | 1950年1月20日  | ジャック・キニー           |
| 89   | ドナルドはデイジーに首ったけ                                     | Crazy Over Daisy            | 1950年3月24日  | ジャック・ハンナ           |
| 90   | リスのいたずら合戦                                               | Trailer Horn                | 1950年4月28日  | ジャック・ハンナ           |
| 91   | ドナルドとライオン                                               | Hook, Lion and Sinker       | 1950年9月1日   | ジャック・ハンナ           |
| 92   | ドナルドのいたずらばち                                           | Bee at the Beach            | 1950年10月13日 | ジャック・ハンナ           |
| 93   | リスのコールタール騒動                                           | Out on a Limb               | 1950年12月15日 | ジャック・ハンナ           |
| 94   | ドナルドのじゃじゃ馬ならし                                       | Dude Duck                   | 1951年3月2日   | ジャック・ハンナ           |
| 95   | リスの雪かき                                                     | Corn Chips                  | 1951年3月23日  | ジャック・ハンナ           |
| 96   | リスのテストパイロット                                           | Test Pilot Donald           | 1951年6月8日   | ジャック・ハンナ           |
| 97   | ドナルドの大当たり                                               | Lucky Number                | 1951年7月20日  | ジャック・ハンナ           |
| 98   | リスの汽車ごっこ                                                 | Out of Scale                | 1951年11月2日  | ジャック・ハンナ           |
| 99   | ドナルドのハチミツどろぼう ドナルドの蜂蜜泥棒                    | Bee on Guard                | 1951年11月14日 | ジャック・ハンナ           |
| 100  | ドナルドのリンゴ園                                               | Donald Applecore            | 1952年1月18日  | ジャック・ハンナ           |
| 101  | ドナルドの共同経営                                               | Let's Stick Together        | 1952年4月25日  | ジャック・ハンナ           |
| 102  | ドナルドのアリ騒動                                               | Uncle Donald's Ants         | 1952年7月18日  | ジャック・ハンナ           |
| 103  | ドナルドの魔法使い                                               | Trick or Treat              | 1952年8月19日  | ジャック・ハンナ           |
| 104  | ドナルドの魔法の泉                                               | Don's Fountain of Youth     | 1953年5月30日  | ジャック・ハンナ           |
| 105  | ドナルドの決闘                                                   | The New Neighbor            | 1953年8月1日   | ジャック・ハンナ           |
| 106  | クマ公の命びろい クマの命びろい                                  | Rugged Bear                 | 1953年10月23日 | ジャック・ハンナ           |
| 107  | リスのピーナッツ                                                 | Working for Peanuts         | 1953年11月11日 | ジャック・ハンナ           |
| 108  | ドナルドのボクシング・チャンプ                                   | Canvas Back Duck            | 1953年12月25日 | ジャック・ハンナ           |
| 109  | ドナルドの危機一髪 ドナルドの人喰人種                            | Spare the Rod               | 1954年1月15日  | ジャック・ハンナ           |
| 110  | ドナルドの日記帳                                                 | Donald's Diary              | 1954年3月5日   | ジャック・キニー           |
| 111  | リスの怪獣退治 子リスの怪獣退治                                  | Dragon Around               | 1954年7月16日  | ジャック・ハンナ           |
| 112  | ドナルドと腹ペコグマ                                             | Grin and Bear It            | 1954年8月13日  | ジャック・ハンナ           |
| 113  | ドナルドのピーナッツ売り                                         | The Flying Squirrel         | 1954年11月12日 | ジャック・ハンナ           |
| 114  | グランドキャニオン・スコープ ドナルドのグランドキャニオン旅行    | Grand Canyonscope           | 1954年11月23日 | チャールズ・A・ニコルズ    |
| 115  | ドナルドの猟はつらいよ ドナルドの狩はつらいよ                    | No Hunting                  | 1955年1月14日  | ジャック・ハンナ           |
| 116  | クマ公の冬ごもり クマの冬ごもり                                  | Bearly Asleep               | 1955年8月19日  | ジャック・ハンナ           |
| 117  | クマ公とミツバチ クマとみつばち                                  | Beezy Bear                  | 1955年9月2日   | ジャック・ハンナ           |
| 118  | リスの大逆襲                                                     | Up a Tree                   | 1955年9月23日  | ジャック・ハンナ           |
| 119  | リスの船長                                                       | Chips Ahoy                  | 1956年2月24日  | ジャック・キニー           |
| 120  | ドナルドの不作法教室                                             | The Litterbug               | 1961年6月21日  | ハミルトン・ラスク         |
| 121  | ドナルドのD.I.Y.                                                 | D.I.Y. Duck                 | 2024年6月9日   | マーク・ヘン               |

### その他
| 邦題                                          | 原題                                | 公開日        | 監督                    |
| --------------------------------------------- | ----------------------------------- | ------------- | ----------------------- |
| ドナルドのアンデス旅行                        | Lake Titicaca                       | 1955年2月18日 | ビル・ロバーツ          |
| ドナルドの家庭内事故 ドナルドの災難〜家庭篇   | How to Have an Accident in the Home | 1956年7月8日  | チャールズ・A・ニコルズ |
| ドナルドの数学教室 ドナルドのさんすうマジック | Donald in Mathmagic Land            | 1959年6月26日 | ハミルトン・ラスク      |
| ドナルドの仕事中事故 ドナルドの災難〜仕事篇   | How to Have an Accident at Work     | 1959年9月2日  | チャールズ・A・ニコルズ |
| ドナルドの物理教室                            | Donald and the Wheel                | 1961年6月21日 | ハミルトン・ラスク      |

## プルートの短編映画シリーズ
ミッキーマウスの短編シリーズから派生したシリーズ。プルートがミッキーの飼い犬という本来の設定にとらわれず、様々な舞台で活躍する。プルートが様々な動物たちに振り回されたり、ひょんなことから事件を起こしてしまう珍騒動を巻き起こすストーリー展開が多い。

### 作品リスト
ミッキーとの共演作品も数本存在する。
| 番号 | 邦題                                | 原題                      | 公開日         | 監督                     |
| ---- | ----------------------------------- | ------------------------- | -------------- | ------------------------ |
| 1    | プルートの5つ子                     | Pluto's Quin-Puplets      | 1937年11月26日 | ベン・シャープスティーン |
| 2    | プルートの鏡騒動                    | Bone Trouble              | 1940年6月28日  | ジャック・キニー         |
| 3    | プルートの台所騒動 パーティは大騒ぎ | Pantry Pirate             | 1940年12月27日 | クライド・ジェロニミ     |
| 4    | プルートの遊び友達                  | Pluto's Playmate          | 1941年1月24日  | ノーム・ファーガソン     |
| 5    | プルートの腕白坊や                  | Pluto Junior              | 1942年2月28日  | クライド・ジェロニミ     |
| 6    | プルートはマスコット                | The Army Mascot           | 1942年5月22日  | クライド・ジェロニミ     |
| 7    | プルートとえさどろぼう              | The Sleep Walker          | 1942年7月3日   | クライド・ジェロニミ     |
| 8    | プルートとブル公                    | T-Bone for Two            | 1942年8月14日  | クライド・ジェロニミ     |
| 9    | プルートの動物園                    | Pluto at the Zoo          | 1942年11月20日 | クライド・ジェロニミ     |
| 10   | プルートの二等兵                    | Private Pluto             | 1943年4月2日   | クライド・ジェロニミ     |
| 11   | プルートの春や春                    | Springtime for Pluto      | 1944年6月23日  | チャールズ・A・ニコルズ  |
| 12   | プルートの仲直り                    | First Aiders              | 1944年9月22日  | チャールズ・A・ニコルズ  |
| 13   | 犬の見張り番                        | Dog Watch                 | 1945年3月16日  | チャールズ・A・ニコルズ  |
| 14   | プルートの武勇伝                    | Canine Casanova           | 1945年7月27日  | チャールズ・A・ニコルズ  |
| 15   | プルートとコヨーテ岩の伝説          | The Legend of Coyote Rock | 1945年8月24日  | チャールズ・A・ニコルズ  |
| 16   | プルートの番人                      | Canine Patrol             | 1945年12月7日  | チャールズ・A・ニコルズ  |
| 17   | プルートのかわいい弟                | Pluto's Kid Brother       | 1946年4月12日  | チャールズ・A・ニコルズ  |
| 18   | プルートの牛乳屋                    | In Dutch                  | 1946年5月10日  | チャールズ・A・ニコルズ  |
| 19   | プルートの名探偵                    | The Purloined Pup         | 1946年7月19日  | チャールズ・A・ニコルズ  |
| 20   | プルートの引っ越し騒動              | Pluto's Housewarming      | 1947年2月21日  | チャールズ・A・ニコルズ  |
| 21   | プルートの救助犬                    | Rescue Dog                | 1947年3月21日  | チャールズ・A・ニコルズ  |
| 22   | プルートの郵便犬                    | Mail Dog                  | 1947年11月14日 | チャールズ・A・ニコルズ  |
| 23   | プルートは歌がお好き                | Pluto's Blue Note         | 1947年12月26日 | チャールズ・A・ニコルズ  |
| 24   | プルートの骨どろぼう                | Bone Bandit               | 1948年4月30日  | チャールズ・A・ニコルズ  |
| 25   | プルートのおつかい                  | Pluto's Purchase          | 1948年7月9日   | チャールズ・A・ニコルズ  |
| 26   | プルートの睡眠不足                  | Cat Nap Pluto             | 1948年8月13日  | チャールズ・A・ニコルズ  |
| 27   | プルートと小鳥の坊や                | Pluto's Fledgling         | 1948年9月10日  | チャールズ・A・ニコルズ  |
| 28   | プルートのサボテン騒動              | Pueblo Pluto              | 1949年1月14日  | チャールズ・A・ニコルズ  |
| 29   | プルートのびっくり小包              | Pluto's Surprise Package  | 1949年3月4日   | チャールズ・A・ニコルズ  |
| 30   | プルートのありがた迷惑              | Pluto's Sweater           | 1949年4月29日  | チャールズ・A・ニコルズ  |
| 31   | プルートの風船ガム                  | Bubble Bee                | 1949年6月24日  | チャールズ・A・ニコルズ  |
| 32   | プルートのひつじ番                  | Sheep Dog                 | 1949年11月4日  | チャールズ・A・ニコルズ  |
| 33   | プルートの恋の季節                  | Pluto's Heart Throb       | 1950年1月6日   | チャールズ・A・ニコルズ  |
| 34   | プルートとモグラ                    | Pluto and the Gopher      | 1950年2月10日  | チャールズ・A・ニコルズ  |
| 35   | プルートのサーカス大好き            | Wonder Dog                | 1950年4月7日   | チャールズ・A・ニコルズ  |
| 36   | プルートの大暴れ                    | Primitive Pluto           | 1950年5月19日  | チャールズ・A・ニコルズ  |
| 37   | プルートの猫騒動                    | Puss-Café                 | 1950年6月9日   | チャールズ・A・ニコルズ  |
| 38   | プルートと山犬                      | Pests of the West         | 1950年7月21日  | チャールズ・A・ニコルズ  |
| 39   | リスの手袋騒動                      | Food for Feudin'          | 1950年8月11日  | チャールズ・A・ニコルズ  |
| 40   | 番犬プルート                        | Camp Dog                  | 1950年9月22日  | チャールズ・A・ニコルズ  |
| 41   | プルートの"お家が逃げる"            | Cold Storage              | 1951年2月9日   | ジャック・キニー         |
| 42   | プルートのユートピア                | Plutopia                  | 1951年5月18日  | チャールズ・A・ニコルズ  |
| 43   | プルートのテレビ料理                | Cold Turkey               | 1951年9月21日  | チャールズ・A・ニコルズ  |

## ドナルドとグーフィーの短編映画シリーズ
ドナルドダックの短編シリーズから派生したシリーズ。後に、グーフィーの短編シリーズの花形となった。

### 作品リスト
| 番号 | 邦題                           | 原題                            | 公開日        | 監督                     |
| ---- | ------------------------------ | ------------------------------- | ------------- | ------------------------ |
| 1    | ドナルドの南極探検             | Polar Trappers                  | 1938年6月17日 | ベン・シャープスティーン |
| 2    | ドナルドのキツネ狩り           | The Fox Hunt                    | 1938年7月29日 | ベン・シャープスティーン |
| 3    | ドナルドとヤギ                 | Bill Posters                    | 1940年5月17日 | クライド・ジェロニミ     |
| 4    | ドナルドの漂流記               | No Sail                         | 1945年9月7日  | ジャック・ハンナ         |
| 5    | グーフィーのターザン           | Frank Duck Brings'em Back Alive | 1946年11月1日 | ジャック・ハンナ         |
| 6    | ドナルドとグーフィーの炎熱旅行 | Crazy with the Heat             | 1947年8月1日  | ボブ・カールソン         |

## スペシャル・アニメ
現存していたディズニーキャラクターが出演しない作品集であり実質シリー・シンフォニーの後継シリーズだが、音楽をメインにしていないものが含まれる。くまのプーさんは本シリーズから派生した。

### 作品リスト
| 番号 | 邦題                                      | 原題                                 | 公開日         | 監督                                            |
| ---- | ----------------------------------------- | ------------------------------------ | -------------- | ----------------------------------------------- |
| 1    | 牡牛のフェルディナンド                    | Ferdinand the Bull                   | 1938年11月25日 | ディック・リッカード                            |
| 2    | エデュケーション・フォア・デス 死への教育 | Education for Death                  | 1943年1月15日  | クライド・ジェロニミ                            |
| 3    | 動機と感情                                | Reason and Emotion                   | 1943年8月27日  | ビル・ロバーツ                                  |
| 4    | きつねとヒヨコ                            | Chicken Little                       | 1943年12月17日 | クライド・ジェロニミ                            |
| 5    | ペリカンとしぎ                            | The Pelican and the Snipe            | 1944年1月7日   | ハミルトン・ラスク                              |
| 6    | ちびのヘラジカ・モリス 小さな大鹿         | Morris, the Midget Moose             | 1950年11月24日 | チャールズ・A・ニコルズ                         |
| 7    | 優しきライオン ランバート                 | Lambert, the Sheepish Lion           | 1952年2月8日   | ジャック・ハンナ                                |
| 8    | 青い自動車 小型クーペのスージー           | Susie The Little Blue Coupe          | 1952年6月6日   | クライド・ジェロニミ                            |
| 9    | 小さな家                                  | The Little House                     | 1952年8月8日   | ウィルフレッド・ジャクソン                      |
| 10   | メロディ                                  | Adventures in Music : Melody         | 1953年5月28日  | チャールズ・A・ニコルズ ウォード・キンボール    |
| 11   | フットボール                              | Football Now and Then                | 1953年10月2日  | ジャック・キニー                                |
| 12   | プカドン交響楽                            | Toot, Whistle, Plunk and Boom        | 1953年11月10日 | チャールズ・A・ニコルズ ウォード・キンボール    |
| 13   | フランクリン物語                          | Ben and Me                           | 1953年11月10日 | ハミルトン・ラスク                              |
| 14   | ブタはブタ                                | Pigs is Pigs                         | 1954年5月21日  | ジャック・キニー                                |
| 15   | ケイシーの野球チーム                      | Casey Bats Again                     | 1954年6月18日  | ジャック・キニー                                |
| 16   | ライオン都へ行く                          | Social Lion                          | 1954年10月15日 | ジャック・キニー                                |
| 17   | クマの魚釣り                              | Hooked Bear                          | 1956年4月27日  | ジャック・ハンナ                                |
| 18   | ジャック・オールド・マック                | Jack and Old Mac                     | 1956年7月18日  | ビル・ジャスティス                              |
| 19   | クマさんの大掃除                          | In the Bag                           | 1956年7月27日  | ジャック・ハンナ                                |
| 20   | ぼうやはカウボーイ                        | A Cowboy Needs a Horse               | 1956年11月6日  | ビル・ジャスティス                              |
| 21   | 交通戦争裁判                              | The Story of Anyburg, U.S.A.         | 1957年6月19日  | クライド・ジェロニミ                            |
| 22   | マザー・グースの歌                        | The Truth About Mother Goose         | 1957年8月28日  | ウォルフガング・ライザーマン ビル・ジャスティス |
| 23   | ポール・バニヤン巨人伝説                  | Paul Bunyan                          | 1958年8月1日   | レス・クラーク                                  |
| 24   | 豆象の冒険                                | Goliath II                           | 1960年1月21日  | ウォルフガング・ライザーマン                    |
| 25   | ウインドワゴン・スミスの伝説              | The Saga of Windwagon Smith          | 1961年3月16日  | チャールズ・A・ニコルズ                         |
| 26   | ポピュラーソング・シンポジウム            | A Symposium on Popular Songs         | 1962年12月19日 | ビル・ジャスティス                              |
| 27   | プーさんとはちみつ                        | Winnie the Pooh and the Honey Tree   | 1966年2月4日   | ウォルフガング・ライザーマン                    |
| 28   | スクルージ・マクダックとお金              | Scrooge McDuck and Money             | 1967年3月23日  | ハミルトン・ラスク                              |
| 29   | プーさんと大あらし                        | Winnie the Pooh and the Blustery Day | 1968年12月20日 | ウォルフガング・ライザーマン                    |
| 30   | トリはタフなり                            | It's Tough to Be a Bird              | 1969年12月10日 | ウォード・キンボール                            |
| 31   | 父さんの車                                | Dad, Can I Borrow the Car?           | 1970年9月30日  | ウォード・キンボール                            |
| 32   | プーさんとティガー                        | Winnie the Pooh and Tigger Too       | 1974年12月20日 | ジョン・ラウンズベリー                          |
| 33   | ロバと少年                                | The Small One                        | 1978年12月16日 | ドン・ブルース                                  |
| 34   | ディスコ・ミッキー                        | Micky Mouse Disco                    | 1980年6月25日  |                                                 |
| 35   | ヴィンセント                              | Vincent                              | 1982年10月1日  | ティム・バートン                                |
| 36   | フューチャー・ファン                      | Fun with Mr. Future                  | 1982年10月27日 | ダレル・ヴァン・シッターズ                      |
| 37   | プーさんとイーヨーのいち日                | Winnie the Pooh and a Day for Eeyore | 1983年3月11日  | リック・ライナート                              |
| 38   | オイルスポット・アンド・リップスティック  | Oilspot and Lipstick                 | 1986年7月28日  | マイケル・セデノ                                |
| 39   | おなかが大変!                             | Tummy Trouble                        | 1989年6月23日  | ロブ・ミンコフ                                  |
| 40   | ローラー・コースター・ラビット            | Roller Coaster Rabbit                | 1990年6月15日  | ロブ・ミンコフ                                  |
| 41   | オフ・ヒズ・ロッカーズ                    | Off His Rockers                      | 1992年7月17日  | バリー・コック                                  |
| 42   | キャンプは楽しい                          | Trail Mix-Up                         | 1993年3月12日  | ロブ・ミンコフ                                  |
| 43   | ワン・バイ・ワン                          | One By One                           | 2004年8月31日  | ピショーテ・ハント                              |
| 44   | 王様と猫                                  | The Cat That Looked at a King        | 2004年12月14日 | デイヴ・ボサート                                |
| 45   | マッチ売りの少女                          | The Little Matchgirl                 | 2006年6月6日   | ロジャー・アラーズ                              |

## グーフィーの短編映画シリーズ
ミッキーマウスおよびドナルドとグーフィーの短編シリーズから派生したシリーズ。グーフィーが平凡なサラリーマン"George G. Geef"に扮して会社などごく普通の人間の世界が舞台となった作品や、スポーツ競技などについて行われるナレーションに合わせてグーフィーがその題材にチャレンジするといういわゆる「教室シリーズ」など、他の短編シリーズとは毛色の異なる作品が多い。

### 作品リスト
団体のスポーツを扱った作品などでは登場人物が全てグーフィーになっているものもしばしば見られる。詳細はグーフィー#他のディズニーキャラクターとの関係を参照。
| 番号 | 邦題                                                                           | 原題                             | 公開日         | 監督                                          |
| ---- | ------------------------------------------------------------------------------ | -------------------------------- | -------------- | --------------------------------------------- |
| 1    | グーフィーの釣天狗                                                             | Goofy and Wilbur                 | 1939年3月17日  | ディック・ヒューマー                          |
| 2    | グーフィーのグライダー教室                                                     | Goofy's Glider                   | 1940年11月2日  | ジャック・キニー                              |
| 3    | グーフィーのトランク騒動                                                       | Baggage Buster                   | 1941年4月18日  | ジャック・キニー                              |
| 4    | グーフィーのスキー教室                                                         | The Art of Skiing                | 1941年11月14日 | ジャック・キニー                              |
| 5    | グーフィーのボクシング教室                                                     | The Art of Self Defense          | 1941年12月26日 | ジャック・キニー                              |
| 6    | グーフィーの野球教室                                                           | How to Play Baseball             | 1942年9月4日   | ジャック・キニー                              |
| 7    | グーフィーのオリンピック教室                                                   | The Olympic Champ                | 1942年10月9日  | ジャック・キニー                              |
| 8    | グーフィーの水泳教室                                                           | How to Swim                      | 1942年10月23日 | ジャック・キニー                              |
| 9    | グーフィーの釣り教室 グーフィーのフィッシング                                  | How to Fish                      | 1942年12月4日  | ジャック・キニー                              |
| 10   | グーフィーのすてきな乗り物                                                     | Victory Vehicles                 | 1943年7月30日  | ジャック・キニー                              |
| 11   | グーフィーの船乗り教室                                                         | How to Be a Sailor               | 1944年1月28日  | ジャック・キニー                              |
| 12   | グーフィーのゴルフ教室                                                         | How to Play Golf                 | 1944年3月10日  | ジャック・キニー                              |
| 13   | グーフィーのアメリカンフットボール教室                                         | How to Play Football             | 1944年9月15日  | ジャック・キニー                              |
| 14   | グーフィーの虎退治                                                             | Tiger Trouble                    | 1945年1月5日   | ジャック・キニー                              |
| 15   | グーフィーの猛獣狩り                                                           | African Diary                    | 1945年4月20日  | ジャック・キニー                              |
| 16   | グーフィーのアイスホッケー教室                                                 | Hockey Homicide                  | 1945年9月21日  | ジャック・キニー                              |
| 17   | グーフィーの黒騎士 グーフィーの騎士道                                          | A Knight for a Day               | 1946年3月8日   | ジャック・ハンナ                              |
| 18   | グーフィーのバスケットボール                                                   | Double Dribble                   | 1946年12月20日 | ジャック・ハンナ                              |
| 19   | グーフィーのカモ猟                                                             | Foul Hunting                     | 1947年10月31日 | ジャック・ハンナ                              |
| 20   | グーフィーのダービー教室                                                       | They're Off                      | 1948年1月23日  | ジャック・ハンナ                              |
| 21   | グーフィーの大仕事                                                             | The Big Wash                     | 1948年2月6日   | クライド・ジェロニミ                          |
| 22   | グーフィーのテニス教室                                                         | Tennis Racquet                   | 1949年8月26日  | ジャック・キニー                              |
| 23   | グーフィーの体操教室                                                           | Goofy Gymnastics                 | 1949年9月23日  | ジャック・キニー                              |
| 24   | グーフィーの自動車大好き グーフィーの自動車狂時代                              | Motor Mania                      | 1950年6月30日  | ジャック・キニー                              |
| 25   | グーフィーの写真屋 グーフィーのカメラマン                                      | Hold That Pose                   | 1950年11月3日  | ジャック・キニー                              |
| 26   | グーフィーの昼寝騒動                                                           | Lion Down                        | 1951年1月5日   | ジャック・キニー                              |
| 27   | グーフィーの素人大工                                                           | Home Made Home                   | 1951年3月23日  | ジャック・キニー                              |
| 28   | グーフィーのかぜひき                                                           | Cold War                         | 1951年4月27日  | ジャック・キニー                              |
| 29   | グーフィーのたいこ腹 ダイエットは明日から                                      | Tomorrow We Diet                 | 1951年6月29日  | ジャック・キニー                              |
| 30   | グーフィーのギャンブル 一攫千金の夢                                            | Get Rich Quick                   | 1951年8月31日  | ジャック・キニー                              |
| 31   | グーフィーのお父さん                                                           | Fathers are People               | 1951年10月21日 | ジャック・キニー                              |
| 32   | グーフィーの禁煙                                                               | No Smoking                       | 1951年11月23日 | ジャック・キニー                              |
| 33   | グーフィーのライオン狩り                                                       | Father's Lion                    | 1952年1月4日   | ジャック・キニー                              |
| 34   | グーフィーのハワイの休日                                                       | Hello, Aloha                     | 1952年2月19日  | ジャック・キニー                              |
| 35   | グーフィーの番犬                                                               | Man's Best Friend                | 1952年4月4日   | ジャック・キニー                              |
| 36   | グーフィーの二挺拳銃                                                           | Two-Gun Goofy                    | 1952年5月16日  | ジャック・キニー                              |
| 37   | グーフィーの先生はお人好し                                                     | Teachers Are People              | 1952年6月27日  | ジャック・キニー                              |
| 38   | グーフィーのバケーション                                                       | Two Weeks Vacation               | 1952年10月31日 | ジャック・キニー                              |
| 39   | グーフィーの探偵教室                                                           | How to Be a Detective            | 1952年12月12日 | ジャック・キニー                              |
| 40   | グーフィーのノイローゼ                                                         | Father's Day Off                 | 1953年3月28日  | ジャック・キニー                              |
| 41   | グーフィーの闘牛士                                                             | For Whom the Bulls Toil          | 1953年5月9日   | ジャック・キニー                              |
| 42   | グーフィーの三頭社員 グーフィー・パパのクタクタ週末 グーフィーのマイホームパパ | Father's Week End                | 1953年6月20日  | ジャック・キニー                              |
| 43   | グーフィーのダンス教室                                                         | How to Dance                     | 1953年7月11日  | ジャック・キニー                              |
| 44   | グーフィーの催眠療法 グーフィーの睡眠法 グーフィーの催眠法                     | How to Sleep                     | 1953年12月25日 | ジャック・キニー                              |
| 45   | グーフィーのホームシアター                                                     | How to Hook Up Your Home Theater | 2007年12月21日 | スティーヴ・ワーマーズ ケヴィン・ディーターズ |

### その他
| 邦題                                   | 原題                     | 公開日        | 監督                         |
| -------------------------------------- | ------------------------ | ------------- | ---------------------------- |
| グーフィーの乗馬教室                   | How to Ride a Horse      | 1950年2月24日 | ジャック・キニー             |
| グーフィーのガウチョ                   | El Gaucho Goofy          | 1955年6月10日 | ジャック・キニー             |
| グーフィーの水上スキー                 | Aquamania                | 1961年2月20日 | ウォルフガング・ライザーマン |
| フリーウェイ・フォビアNo.1             | Freeway Phobia No.1      | 1965年2月13日 | レス・クラーク               |
| グーフィーズ・フリーウェイ・トラブルズ | Goofy's Freeway Troubles | 1965年9月22日 | レス・クラーク               |
| グーフィーのステイホーム教室           | How to Stay at Home      | 2021年8月11日 | エリック・ゴールドバーグ     |

## フィガロの短編映画シリーズ
長編映画『ピノキオ』に登場したキャラクターであるフィガロが主演する短編シリーズ。ミニーマウスの飼い猫という設定が加えられた上でミッキーファミリーに招かれ、単独シリーズとして以下の3作品が展開された。

### 作品リスト
一部の作品中にはミニーマウスも登場していることから、しばしば「ミニーマウス・シリーズ」と称される。
| 番号 | 邦題                 | 原題               | 公開日         | 監督                    |
| ---- | -------------------- | ------------------ | -------------- | ----------------------- |
| 1    | フィガロとクレオ     | Figaro and Cleo    | 1943年8月15日  | ジャック・キニー        |
| 2    | 子ねこのフィガロ     | Bath Day           | 1946年10月11日 | チャールズ・A・ニコルズ |
| 3    | フィガロとフランキー | Figaro and Frankie | 1947年5月30日  | チャールズ・A・ニコルズ |

## チップとデールの短編映画シリーズ
ドナルドダックおよびプルートの短編シリーズから派生したシリーズ。ドナルドダックやプルートの対決相手として出演してきたチップとデールが単独のシリーズとして展開されたものだが、単独シリーズ成立後もやはりチップとデールの主な出演はドナルド達との対決ものであり、本シリーズとしての作品はわずか3作のみとなっている。

### 作品リスト
| 番号 | 邦題                                | 原題                 | 公開日        | 監督             |
| ---- | ----------------------------------- | -------------------- | ------------- | ---------------- |
| 1    | リスとヒヨッコ リスとヒヨコ         | Chicken in the Rough | 1951年1月19日 | ジャック・ハンナ |
| 2    | リスの音楽合戦 リス君は歌姫がお好き | Two Chips and a Miss | 1952年3月21日 | ジャック・ハンナ |
| 3    | リスの大手柄                        | The Lone Chipmunks   | 1954年4月7日  | ジャック・キニー |

## その他の作品
上記のシリーズに区分されないディズニー製作の短編映画を記す。こうした作品の中には、企業および団体活動の広告を目的としたコマーシャル映画のほか、第二次世界大戦の頃には国家および軍の意向を受けて製作された国策プロパガンダ映画（テーマとしては戦意高揚・健康増進・生活向上など）や教育映画が多く存在し、中にはディズニーキャラクターが出演しているものもある。しかし作品の性質上の問題や、権利がアメリカ政府などの行政組織に渡された関係で、上記のシリーズには数えられない。

### 作品リスト
| 邦題・原題                                                      | 公開日         | 監督                                            | 備考 |
| --------------------------------------------------------------- | -------------- | ----------------------------------------------- | --- |
| The Standard Parade                                             | 1939年12月31日 |                                                 | スタンダード・オイル社のコマーシャル映画。 |
| The Volunteer Worker                                            | 1940年9月1日   |                                                 | 共同募金のコマーシャル映画。 |
| Stop That Tank!                                                 | 1942年         |                                                 | カナダ国防省製作。ボーイズ対戦車ライフルの取り扱いの教育映画。                                                                                         |
| The Thrifty Pig                                                 | 1941年11月19日 |                                                 | カナダ国立映画制作庁製作。カナダの戦時国債購入を促進した映画。                                                                                         |
| Seven Wise Dwarfs                                               | 1941年12月12日 |                                                 | カナダ国立映画制作庁製作。カナダの戦時国債購入を促進した映画。                                                                                         |
| Donald's Decision                                               | 1942年1月11日  |                                                 | カナダ国立映画制作庁製作。カナダの戦時国債購入を促進した映画。                                                                                         |
| All Together                                                    | 1942年1月13日  |                                                 | カナダ国立映画制作庁製作。カナダの戦時国債購入を促進した映画。                                                                                         |
| Food Will Win the War                                           | 1942年7月21日  |                                                 | アメリカ合衆国農務省製作。戦時下における食糧確保のため、農業の重要性を訴えた映画。                                                                     |
| Out of the Flying Pan into the Firing Line                      | 1942年7月21日  | ベン・シャープスティーン                        | アメリカ戦時生産本部製作。家庭で出た廃油から銃弾が生産できることを説き、廃油の回収を促進した映画。                                                     |
| The Grain That Built a Hemisphere                               | 1943年1月4日   | ビル・ロバーツ                                  | アメリカ州問題調整局製作。人類の生活におけるトウモロコシの歴史やその特長について説明する映画。                                                         |
| The Winged Scourge                                              | 1943年1月15日  | ウォルト・ディズニー ビル・ロバーツ             | アメリカ州問題調整局製作。蚊によるマラリア拡散の被害とその予防について説いた映画。                                                                     |
| Water, Friend or Enemy                                          | 1943年4月6日   | クライド・ジェロニミ                            | アメリカ州問題調整局製作。水質汚染と井戸水への悪影響を説き、その対策について説明する映画。                                                             |
| Defense Against Invasion                                        | 1943年8月11日  |                                                 | アメリカ州問題調整局製作。伝染病に対する子どもの免疫力について、戦争の表現も交えつつわかりやすく説明する映画。実写シーンを含む。                       |
| Soldiers Voting Overseas                                        | 1944年         |                                                 | アメリカ陸軍通信隊用に製作された訓練用映画「A Few Quick Facts」の第6作。                                                                               |
| Venereal Disease                                                | 1944年         |                                                 | アメリカ陸軍通信隊用に製作された訓練用映画「A Few Quick Facts」の第7作。                                                                               |
| The Right Spark Plug in the Right Place                         | 1945年2月12日  |                                                 | Electric Auto-Lite社提供。 |
| Prevention and Control of Distortion in Arc Welding             | 1945年4月12日  |                                                 | リンカーン・エレクトリック社提供。 |
| The Dawn of Better Living                                       | 1945年5月28日  |                                                 | ウェスティングハウス・エレクトリック社提供。照明器具の開発や発展を紹介する映画。                                                                       |
| Something You Didn't Eat                                        | 1945年6月11日  |                                                 | アメリカ農務省製作。健康増進と戦争への尽力のため、バランスのとれた食事をとるよう訴える映画。                                                           |
| Hookworm                                                        | 1945年6月30日  |                                                 | アメリカ州問題調整局製作「Health For The Americas」シリーズ。鉤虫症の治療や対策について説いた映画。                                                    |
| aInsects as Carriers of Disease                                 | 1945年6月30日  |                                                 | アメリカ州問題調整局製作「Health For The Americas」シリーズ。                                                                                          |
| Cleanliness Brings Health                                       | 1945年6月30日  |                                                 | アメリカ州問題調整局製作「Health For The Americas」シリーズ。2つの家族を対比しつつ、清潔な生活を心掛けるよう訴える映画。                               |
| Infant Care and Feeding                                         | 1945年7月31日  |                                                 | アメリカ州問題調整局製作「Health For The Americas」シリーズ。                                                                                          |
| Hold Your Horsepower                                            | 1945年8月8日   |                                                 | テキサス社提供。 |
| The Human Body                                                  | 1945年8月13日  |                                                 | アメリカ州問題調整局製作「Health For The Americas」シリーズ。                                                                                          |
| The Unseen Enemy                                                | 1945年8月13日  |                                                 | アメリカ州問題調整局製作「Health For The Americas」シリーズ。                                                                                          |
| Tuberculosis                                                    | 1945年8月13日  |                                                 | アメリカ州問題調整局製作「Health For The Americas」シリーズ。                                                                                          |
| How Disease Travels                                             | 1945年8月22日  |                                                 | アメリカ州問題調整局製作「Health For The Americas」シリーズ。                                                                                          |
| Light Is What You Make It                                       | 1945年12月3日  |                                                 | |
| The ABC of Hand Tools                                           | 1946年2月5日   |                                                 | ゼネラルモーターズ社製作。 |
| The Building of a Tire                                          | 1946年2月14日  |                                                 | ファイアストン社製作。 |
| Bathing Time For Baby                                           | 1945年3月12日  |                                                 | ジョンソン・エンド・ジョンソン社のコマーシャル映画。                                                                                                   |
| Infant Care and Feeding                                         | 1946年4月3日   |                                                 | アメリカ州問題調整局製作「Health For The Americas」シリーズ。健康的な食生活を啓発する教育映画。                                                        |
| Environmental Sanitation                                        | 1946年4月3日   |                                                 | アメリカ州問題調整局製作「Health For The Americas」シリーズ。生活用水や下水道についての啓発教育映画。                                                  |
| A Feather in his Collar                                         | 1946年8月7日   | チャールズ・A・ニコルズ                         | 共同募金のコマーシャル映画。 |
| Treasure from the Sea                                           | 1946年9月30日  |                                                 | ダウ・ケミカル社の委託により製作。 |
| The Story of Menstruation                                       | 1946年10月18日 |                                                 | キンバリー・クラーク社提供。女性の月経について説明した教育映画。                                                                                       |
| 勇敢な機関士 The Brave Engineer                                 | 1950年3月3日   | ジャック・キニー                                | 殉職した機関士ケイシー・ジョーンズの功績を称えて製作された伝記映画。                                                                                   |
| How to Catch a Cold                                             | 1951年8月1日   | ハミルトン・ラスク                              | キンバリー・クラーク社のクリネックス提供。風邪についての特徴や対策を紹介する映画。                                                                     |
| 我が友原子力 Our Friend the Atom                                | 1957年1月23日  | ウォルト・ディズニー                            | ウォルト・ディズニー本人が登場し、アニメーションを交え原子力を推進する映画。日本では日本テレビで翌58年に放送。                                         |
| ドナルド・ダックの防火訓練 Donald's Fire Survival Plan          | 1965年5月5日   | レス・クラーク                                  | ウォルト・ディズニー本人が登場し、ドナルドダックらのアニメとともに災害対策の重要性を説く映画。                                                         |
| Steel and America                                               | 1965年5月5日   | レス・クラーク                                  | アメリカ鉄鋼協会共同製作。ドナルド主演のアニメにより製鉄の行程や重要性を説明し、鉄鋼産業への理解を目的とした映画。                                     |
| Family Planning                                                 | 1967年12月1日  |                                                 | |
| Steps Toward Maturity and Health                                | 1968年6月      | レス・クラーク                                  | アップジョン社製作「Upjohn's Triangle of Health」シリーズ。                                                                                            |
| Understanding Stresses and Strains                              | 1968年6月      | レス・クラーク                                  | アップジョン社製作「Upjohn's Triangle of Health」シリーズ。                                                                                            |
| Physical Fitness and Good Health                                | 1969年8月      | レス・クラーク                                  | アップジョン社製作「Upjohn's Triangle of Health」シリーズ。                                                                                            |
| The Social Side of Health                                       | 1969年8月      | レス・クラーク                                  | アップジョン社製作「Upjohn's Triangle of Health」シリーズ。                                                                                            |
| The Fight                                                       | 1969年8月      | レス・クラーク                                  | 「What Should I Do?」シリーズ。 |
| The Game                                                        | 1969年12月     | レス・クラーク                                  | 「What Should I Do?」シリーズ。 |
| The New Girl                                                    | 1970年3月      | レス・クラーク                                  | 「What Should I Do?」シリーズ。 |
| The Lunch Money                                                 | 1970年7月      | レス・クラーク                                  | 「What Should I Do?」シリーズ。 |
| The Project                                                     | 1970年12月     | レス・クラーク                                  | 「What Should I Do?」シリーズ。 |
| The Great Search - Man's Need for Power and Energy              | 1971年12月     | レス・クラーク                                  | |
| Get the Message                                                 | 1972年7月      | レス・クラーク                                  | |
| VD Attack Plan                                                  | 1973年1月      | レス・クラーク                                  | 性感染症のウイルスを描き、その恐ろしさを伝える映画。                                                                                                   |
| まぼろしの怪獣ネッシー Man, Monsters and Mysteries              | 1974年6月19日  | レス・クラーク                                  | ネス湖の怪物ネッシーに関する映画。 |
| Understanding Alcohol Use and Abuse                             | 1979年9月      | レス・クラーク                                  | アップジョン社製作「Upjohn's Triangle of Health」シリーズ。                                                                                            |
| Foods and fun: a nutrition adventure                            | 1980年9月      | リック・ライナート                              | 一羽の鳥の物語から、基礎食品群とバランスのとれた食事の重要性を伝える映画。                                                                             |
| グーフィーのサッカー大好き Sport Goofy in Soccermania           | 1987年5月27日  | マシュー・オキャラハン                          | 『わんぱくダック夢冒険』（ダック・テイルズ）のスピンオフ作品。                                                                                         |
| Everything You Wanted to Know About Puberty…for Girls           | 1991年8月      |                                                 | 女性の身体の成長を解説する教育映画。 |
| Everything You Wanted to Know About Puberty…for Boys            | 1991年8月      |                                                 | 男性の身体の成長を解説する教育映画。 |
| Petal to the Metal                                              | 1992年8月7日   | デヴィッド・ブロック                            | |
| Recycle Rex                                                     | 1993年2月5日   | ハワード・E・ベイカー                           | カリフォルニア州共同製作。リサイクルを促す教育映画。                                                                                                   |
| ティモンとプンバァが歌う「スタンド・バイ・ミー」 Stand by Me    | 1995年12月22日 | スティーブ・ムーア                              | ティモンとプンバァが歌う『スタンド・バイ・ミー』のミュージック・ビデオ。                                                                               |
| Redux Riding Hood                                               | 1997年8月5日   | スティーブ・ムーア                              | |
| Three Little Pigs                                               | 1997年10月21日 | ダレル・ルーニー                                | |
| ジョン・ヘンリー John Henry                                     | 2000年10月30日 | マーク・ヘン                                    | アメリカの英雄とされているジョン・ヘンリーについてとりあげた伝記映画。                                                                                 |
| Grievance of a Starmaker                                        | 2002年         | ゲイリー・カトーナ エド・ウェクスラー           | 日本で行われた「テイルズ・オブ・イマジネーション・コンテスト」の最優秀作品をアニメ化。日本人スタッフが多く携わり、オリジナル音声も日本語で制作された。 |
| デスティーノ Destino                                            | 2003年10月3日  | ドミニク・モンフェリー                          | 1946年にサルバドール・ダリとウォルト・ディズニーが共同製作するも、頓挫したアニメーションを完成させたもの。                                             |
| ロレンゾ Lorenzo                                                | 2004年4月6日   | マイク・ガブリエル                              | |
| 農場むかし話：三匹の子ぶた A Dairy Tale                         | 2004年9月14日  | ウィル・フィン ジョン・サンフォード             | |
| グラゴーズ・ゲスト Glago's Guest                                | 2008年6月10日  | クリス・ウィリアムズ                            | アヌシー国際アニメーション映画祭出品作品。 |
| ライノ! Super Rhino                                             | 2009年3月24日  | ネイサン・グレノ                                | 『ボルト』のスピンオフ作品。 |
| ウェイン&ラニー クリスマスを守れ! Prep & Landing                | 2009年12月8日  | スティービー・ワーマーズ ケヴィン・ディーターズ | |
| ネッシーのなみだ The Ballad of Nessie                           | 2010年3月5日   | スティービー・ワーマーズ ケヴィン・ディーターズ | 『くまのプーさん』と同時上映。 |
| 小さな時計 Tick Tock Tale                                       | 2010年6月      | ディーン・ウェリンズ                            | アヌシー国際アニメーション映画祭出品作品。 |
| ウェイン&ラニー 秘密の指令 Operation: Secret Santa              | 2010年12月7日  | スティービー・ワーマーズ ケヴィン・ディーターズ | 『ウェイン&ラニー クリスマスを守れ!』の続編。 |
| チェック・イン・ウィズ・グーフィー Checkin' in with Goofy       | 2011年2月16日  |                                                 | ディズニーグループが経営しているクルーズ客船運行会社「ディズニー・クルーズ・ライン」の宣伝を兼ねたコマーシャル映画。                                   |
| ラプンツェルのウェディング Tangled Ever After                   | 2012年1月13日  | バイロン・ハワード ネイサン・グレノ             | アメリカでは3D版『美女と野獣』と同時上映。『塔の上のラプンツェル』のスピンオフ作品。                                                                   |
| 紙ひこうき Paperman                                             | 2012年11月2日  | ジョン・カース                                  | 『シュガー・ラッシュ』と同時上映。 |
| 愛犬とごちそう Feast                                            | 2014年11月7日  | パトリック・オズボーン                          | 『ベイマックス』と同時上映。 |
| アナと雪の女王 エルサのサプライズ Frozen Fever                  | 2015年3月13日  | クリス・バック ジェニファー・リー               | 『シンデレラ』と同時上映。『アナと雪の女王』のスピンオフ作品。                                                                                         |
| インナー・ワーキング Inner Workings                             | 2016年11月23日 | レオナルド・マツダ                              | 『モアナと伝説の海』と同時上映。 |
| アナと雪の女王/家族の思い出 Olaf's Frozen Adventure             | 2017年11月22日 | スティービー・ワーマーズ                        | 『リメンバー・ミー』と同時上映。『アナと雪の女王』のスピンオフ作品。                                                                                   |
| オラフの生まれた日 Once Upon a Snowman                          | 2020年10月23日 | ダン・エイブラハム トレント・コリー             | 『アナと雪の女王』のスピンオフ作品。 |
| あの頃をもう一度 Us Again                                       | 2021年3月5日   | ザック・パリッシュ                              | 『ラーヤと龍の王国』と同時上映。 |
| ツリーから離れて Far from the Tree                              | 2021年11月24日 | ナタリー・ヌリガット                            | 『ミラベルと魔法だらけの家』と同時上映。 |
| ワンス・アポン・ア・スタジオ -100年の思い出- Once Upon a Studio | 2023年11月22日 | ダン・エイブラハム トレント・コーリー           | 『ウィッシュ』と同時上映。 |

## 関連商品
DVD
- ミッキーマウス/B&Wエピソード Vol.1 限定保存版
- ミッキーマウス/B&Wエピソード Vol.2 限定保存版
- ミッキーマウス/カラー・エピソード Vol.1 限定保存版
- ミッキーマウス/カラー・エピソード Vol.2 限定保存版
- ドナルドダック・クロニクル Vol.1 限定保存版
- ドナルドダック・クロニクル Vol.2 限定保存版
- ドナルドダック・クロニクル Vol.3 限定保存版
- ドナルドダック・クロニクル Vol.4 限定保存版
- コンプリート・プルート Vol.1 限定保存版
- コンプリート・プルート Vol.2 限定保存版
- コンプリート・グーフィー 限定保存版
- シリー・シンフォニー Vol.1 限定保存版
- シリー・シンフォニー Vol.2 限定保存版
- オズワルド・ザ・ラッキー・ラビット 限定保存版
- ディズニー・レアリティーズ／短編傑作選 限定保存版
- ディズニー・ショートフィルム・コレクション